# 千代田区
千代田区（ちよだく）は、東京都の区部中央部に位置する特別区。東京都の都心部にあたり、内閣総理大臣官邸、国会議事堂、最高裁判所や各中央省庁などのほぼ全ての日本の首都機能が集中している。また、丸の内をはじめとした日本最大のオフィス街には大企業や金融機関が集積し、日本の経済の中心を担っている。

## 概要
東京23区の中央部に位置する。東京都35区制を22区制へ整理統合する過程で、1947年3月15日、旧麹町区と旧神田区の合併により誕生した。区名は江戸城の別名である「千代田城」に由来する。区域は江戸城の外濠の内側部分とほぼ一致しており、外郭を含めた城址にあたる場所（城下町）である。かつての江戸城跡である区の中央部には皇居（所在地:千代田区千代田1番1号）が立地している。
中央区・港区とともに「東京都心」、「都心3区」とされる。永田町や霞が関を中心にさまざまな首都機能が集積し、日本の政治・行政・司法の中心地である。また、日本屈指のオフィス街である丸の内や大手町は東京の中心業務地区（CBD）の1つとして機能しており、3大メガバンク（都市銀行）の本店や日本を代表する大企業の本社が多数集積し、日本の金融・経済の中核を担っている。丸の内の東部に所在する東京駅は日本の中央駅として多数の新幹線・在来線の起点となっている。一方で区の大半をオフィス街や官庁街が占めるため、銀座や3大副都心（新宿・渋谷・池袋）などの巨大商業地と比較すると、区内に大規模な繁華街・歓楽街は存在しない。また、かつてのドーナツ化現象の影響で住宅地の割合も少ないため、周辺の区と比較しても人口密度が低いが、近年の都心回帰のトレンドで人口は増加傾向にある。
区全体の約15%を皇居の緑地が占める。西部は武蔵野台地の東端にあたる麹町台や駿河台といった台地で、東部は沖積平野である。現在の大手町から内幸町にかけてのエリアはかつては日比谷入江と呼ばれる入江であり、江戸時代に埋め立てられた。北部に神田川が東に向かって流れ、日本橋川が三崎橋付近から分かれて流れている。

### 旧麹町区
現在の区域の大半を占め、区北東部の旧神田区を除く地域に相当する。大手町、丸の内、有楽町、内幸町、日比谷公園、霞が関、永田町、紀尾井町、麹町、九段北・九段南などといった街が含まれ、日本の政治・経済の中枢を担う街が皇居を取り囲んでいる。江戸時代から町人が住まう下町地域であった旧神田区に対して、大名屋敷（武家屋敷）などが多くを占める。江戸城以西は主に台地（武蔵野台地）で構成されているため高台であり、いわゆる「山の手」と呼ばれる地域を含む。江戸時代から政治の中心地であり、明治維新後に武家屋敷は永田町や霞ヶ関などの政府機関の用地に転用された。
明治以降、国会・首相官邸・中央省庁・最高裁判所などの三権をはじめとする日本の首都機能、主要政党の本部など国家権力の中枢が千代田区に集中し、当地は日本の立法・行政・司法の中心である。区内の永田町、霞が関といった地名は国会議員や官僚の代名詞である。1991年に新宿区西新宿の新宿副都心（新都心）に移転するまで、東京都庁舎は同区丸の内に所在していた（都庁所在地としての表記は現地移転後も東京）。皇居西側を中心とした麹町・番町地区は都心屈指の高級住宅街として知られている。また、皇居北側の北の丸公園には日本武道館が所在している。
1891年に丸の内が三菱財閥に払い下げられて、政府機関などに隣接することからオフィス街が建設された。政府との間での人脈構築や情報の収集しやすさから当地区に大手企業の本社が多数立地するようになり、経済面でも中心的な機能を果たすようになった。このため丸の内には三菱グループ（旧三菱財閥）の各社の本社が多数集積しており、その歴史的経緯から丸の内は「三菱村」とも呼ばれる（グループの御三家と呼ばれる三菱UFJ銀行・三菱商事・三菱重工業の本社は全て丸の内に位置している）。その結果、丸の内や大手町、日比谷（有楽町・内幸町）等の東京駅界隈のビジネスセンターは、3大メガバンク（都市銀行）の本店や全国紙の新聞社をはじめ、大手製造業や大手総合商社などの巨大企業の本社機能が集中しているほか、経団連や農協などの経済団体の本部も集結している日本最大のビジネスセンターである。丸の内・大手町エリアには東証プライム上場企業の約3割が集積しており、日本経済の中心的地区である。

### 旧神田区
現在の区域の北東部に位置する地域である。主に沖積平野や江戸時代初期の埋め立て地などで構成され、かつての「下町エリア」である。同じく江戸の町人が多く住む下町エリアであった旧日本橋区（現在の中央区北部）と同様に、地名の多くに「神田」の名前が残る。
神田地区は、江戸時代から幕府御用の儒学者が集まった昌平校があり、民間の学者も多く住んで私塾が多数あった学問の盛んな地であったが、近代以降も私立大学や予備校などが多数立地する文教地区となっており、このため文京区にも跨る御茶ノ水界隈は日本最大の学生街を形成している。こうした伝統の影響もあり、神田の中央部にある神保町には世界最大級の古書店街である神田古書店街が形成され、神田神保町や隣接する一ツ橋地区には小学館や集英社などの出版社も集積している。江戸時代の神田川の付け替えで分離され、江戸城の川を挟む形となった神田の北部は外神田と呼ばれるようになった。江戸時代に火災の延焼を防ぐため、約9,000坪の広場が作られて遠江の秋葉神社が勧請されたことから、この地区は秋葉原と呼ばれるようになり、第二次世界大戦に露店商（闇市）が集積し、そこから電気部品を扱う店舗が集まる「秋葉原電気街」が発達した。現在、秋葉原は電気街としての側面も持ちつつ、世界的に有名な「オタクの街」「サブカルチャーの街」として発展し、世界中から多くの観光客を呼び寄せている。

## 歴史
明治以前は武蔵国、豊島郡であり、江戸時代前期までの「江戸」は、現在の千代田区周辺を指していた。現在の皇居（千代田区千代田1番1号）がある場所に江戸城が置かれ徳川幕府の本拠地として政治の中心になり、江戸城の周辺には武家屋敷（大名屋敷）などの江戸の城下町が整備された。明治維新後も新政府が大名屋敷跡に官庁街を開設して首都機能を置くなど「東京」の中心地としており、日本の政治の中心が引き続き置かれることになった。古来より荒川や利根川（現在の古利根川、下流は隅田川がかつての水路）、多摩川の河口部に近く、日比谷入江があったことから、海と川を利用した水運の根拠地となり、関東地方における流通の中心地としての機能を果たしていたといわれている「江戸湊」も当地区にあった。江戸時代には、掘割沿いに河岸と呼ばれる流通基地が整備され、現在の中央通りにあたる「通町筋」には「伊勢屋」の屋号を名乗る伊勢商人などの上方の商業資本が多く進出しており、問屋機能の集積が進んだ。

### 千代田区内で発生した主な事件・事故
- 桜田門外の変（1860）
- 坂下門外の変（1862）
- 紀尾井坂の変（1878）
- 竹橋事件（1878）
- 臀肉事件（1902）
- 日比谷焼討事件（1905）
- 原敬暗殺事件（1921）
- 二重橋爆弾事件 (1922年)（1922）
- 二重橋爆弾事件 (1924年)（1924）
- 桜田門事件（1932）
- 五・一五事件（1932）
- 二・二六事件（1936）
- 宮城事件（1945）
- 人民広場事件（1950）
- 血のメーデー事件（1952）
- 二重橋事件（1954）
- 浅沼稲次郎暗殺事件（1960）
- 金大中事件（1973）
- 三菱重工爆破事件（1974）
- ホテルニュージャパン火災（1982）
- 有楽町三億円事件（1986）
- 地下鉄サリン事件（1995）
- 秋葉原通り魔事件（2008）

## 住宅街と人口
| |                                          |  |
| 千代田区と全国の年齢別人口分布（2005年） | 千代田区の年齢・男女別人口分布（2005年） |  |
| ■紫色 ― 千代田区 ■緑色 ― 日本全国 | ■青色 ― 男性 ■赤色 ― 女性                |  |
| 千代田区（に相当する地域）の人口の推移 \| 1970年（昭和45年） \| 74,185人 \| \| \| 1975年（昭和50年） \| 61,656人 \| \| \| 1980年（昭和55年） \| 54,801人 \| \| \| 1985年（昭和60年） \| 50,493人 \| \| \| 1990年（平成2年） \| 39,472人 \| \| \| 1995年（平成7年） \| 34,780人 \| \| \| 2000年（平成12年） \| 36,035人 \| \| \| 2005年（平成17年） \| 41,778人 \| \| \| 2010年（平成22年） \| 47,115人 \| \| \| 2015年（平成27年） \| 58,406人 \| \| \| 2020年（令和2年） \| 66,680人 \| \| |                                          |  |
| 総務省統計局 国勢調査より |                                          |  |
| 1970年（昭和45年） | 74,185人                                 |  |
| 1975年（昭和50年） | 61,656人                                 |  |
| 1980年（昭和55年） | 54,801人                                 |  |
| 1985年（昭和60年） | 50,493人                                 |  |
| 1990年（平成2年） | 39,472人                                 |  |
| 1995年（平成7年） | 34,780人                                 |  |
| 2000年（平成12年） | 36,035人                                 |  |
| 2005年（平成17年） | 41,778人                                 |  |
| 2010年（平成22年） | 47,115人                                 |  |
| 2015年（平成27年） | 58,406人                                 |  |
| 2020年（令和2年） | 66,680人                                 |  |

明治維新後に徳川将軍家が駿府（現在の静岡市）に転封になった際には、当区の北西部に居住していた旗本・御家人が大量に失業状態になって屋敷を引き払ったことなどが影響して人口が激減し、区北西部の旗本屋敷街は一気に無人状態に陥ることになった。旗本屋敷跡のうち、神田地区には一般市民などが移り住む、学校が開設されるなどの形で民間の市街地となり、番町地区や麹町地区には明治政府の官僚などが移り住んだことから高級住宅街となっていった。こうした新たな住民の流入により人口がいったん回復し、1919年の第1回国勢調査では約22万人となっていた。
しかし、関東大震災で大きな被害を受け、復興の過程で郊外の鉄道沿線に住宅街が発達したことから住民が流出し、再び人口が減少することになった。
第二次世界大戦時には統制で通常の書籍の出版がほとんど行われなくなり、丸の内などのオフィス街も統制機関や軍需機関などによって接収されるなどしたため、民間の活動はほぼ壊滅状態となったうえ、空襲で区内の民家の大半が焼失したことから、旧神田区が2万1,506人、旧麹町区が1万435人の合わせて3万1,941人まで人口が減少した。
一番町から六番町を総称して「番町」と呼ばれる千鳥ヶ淵に隣接する皇居の西側の地区は、セブン&アイホールディングスやそのグループ会社（セブンイレブンジャパン、イトーヨーカ堂、そごう・西武など）の本社や大使館などが立地しているオフィス街であると同時に、高級住宅街にもなっている。

### 人口
当地は先述の通り明治以降に官庁街とオフィス街、文教地区が形成されたことから、大正期にすでに夜間人口と昼間人口の差が大きくなっていた。この傾向は第二次世界大戦後に一段と加速し、昼間人口が約15倍から約20倍に上るといわれるようになった。
1980年代以降は住民の比較的多かった神田地区は、バブル景気も相まって不動産業者が用地買収を盛んに行って再開発し、高層ビルなどを建設したことから、一部で高層の住宅も併設されたものの人口が急速に減少し、この傾向がより強まっていった。
しかし、先述のような再開発や地価高騰にともなう大都市の中心市街地における人口減少が典型的に進んでおり、夜間人口は約5万8000人で23区で最も少ないが、昼間人口は約15倍の約85万人にまで膨れ上がる。こうした夜間人口の少なさから、夜間人口を面積で割って算出される人口密度は、2015年10月1日現在でほかの22区がすべて10,000人/平方キロメートル (km2)を超える中、当区のみ約5,000人/km2と低くなっている（昼間人口で計算すれば、70,000人/km2を超える過密状態となる）。
2005年に夜間人口（居住者）は4万1683人であるが、区外からの通勤者と通学生および居住者のうちの区内に昼間残留する人口の合計である昼間人口は85万3382人で、昼は夜の約20.5倍の人口になる（東京都編集『東京都の昼間人口2005』平成20年発行120,121頁。国勢調査では年齢不詳のものが東京都だけで26万人いる。上のグラフには年齢不詳のものを含めているが、昼夜間人口に関しては年齢不詳の人物は数字に入っていないため数字の間に齟齬が生じている）。

## 町名
千代田区では、一部の地域を除き住居表示に関する法律に基づく住居表示が実施されている。
千代田区は住居表示実施率が23区で最も低い。面積ベースの比率では新宿区よりも僅差で下回り、皇居部分の面積を除いて考えると23区で突出して実施率が低い。*住居表示未実施の町丁目：
神田○○町（神田三崎町、神田猿楽町を除く）、○番町、麹町全丁目

### 町名のラテン文字表記
千代田区では、日本語の読み方と共にラテン文字表記に関しても正式なスペルを示している。
- 「町」の読みは、麴町、大手町、神田小川町、神田司町の4町は「まち」、その他はすべて「ちょう」と読む。
- 神田紺屋町、神田東紺屋町の場合、「Kanda-kon'yacho」「Kanda-higashikon'yacho」のようにアポストロフィ (') で区切って表記する。アポストロフィで区切らない「konya」のままでは「こにゃ」と発音する為「kon'ya」と表記する必要がある。
- 神田神保町の場合、ローマ字表記の一つ「旧ヘボン式」に則り（「b」「p」「m」の前に限り「m」を使う）「Kanda-jimbocho」としている。
- 三番町、四番町の場合、ローマ字表記の一つ現在主流の「修正ヘボン式」を採用しており、そのまま「Sanbancho」「Yonbancho」と記載する。同様の使用例は中央区の日本橋「Nihonbashi」どが正式なラテン文字表記として採用されている。

### 町名の漢字表記
千代田区の町名で注視する点が「麴町」の正式な漢字表記である。「麴町」が正式な漢字表記であり、プレートや紙媒体などの印刷物・画像データなどの印字には「麴町」という表記が多く見受けられる。しかし「麴」は機種依存文字にあたるため、本記事も含め、電子データ上では簡易慣用字体である「麹」が使用される。東京地下鉄麴町駅の漢字表記も町名に合わせたものである。

### 町名一覧

#### 千代田区役所麹町出張所管内
| 町名         | 町区域新設年月日 | 住居表示実施年月日 | 住居表示実施前の町名など                   | 備考 |
| ------------ | ---------------- | ------------------ | ------------------------------------------ | ---- |
| 丸の内一丁目 | 1970年1月1日     | 1970年1月1日       | 丸ノ内1〜3（全）                           |      |
| 丸の内二丁目 | 1970年1月1日     | 1970年1月1日       | 丸ノ内1〜3（全）                           |      |
| 丸の内三丁目 | 1970年1月1日     | 1970年1月1日       | 丸ノ内1〜3（全）                           |      |
| 大手町一丁目 | 1970年1月1日     | 1970年1月1日       | 大手町1・2（全）、竹平町                   |      |
| 大手町二丁目 | 1970年1月1日     | 1970年1月1日       | 大手町1・2（全）、竹平町                   |      |
| 内幸町一丁目 | 1967年4月1日     | 1967年4月1日       | 内幸町1・2（全）                           |      |
| 内幸町二丁目 | 1967年4月1日     | 1967年4月1日       | 内幸町1・2（全）                           |      |
| 有楽町一丁目 | 1975年1月1日     | 1975年1月1日       | 有楽町1・2                                 |      |
| 有楽町二丁目 | 1975年1月1日     | 1975年1月1日       | 有楽町1・2                                 |      |
| 霞が関一丁目 | 1967年4月1日     | 1967年4月1日       | 霞ヶ関1（全）、霞ヶ関2・3、三年町、永田町2 |      |
| 霞が関二丁目 | 1967年4月1日     | 1967年4月1日       | 霞ヶ関1（全）、霞ヶ関2・3、三年町、永田町2 |      |
| 霞が関三丁目 | 1967年4月1日     | 1967年4月1日       | 霞ヶ関1（全）、霞ヶ関2・3、三年町、永田町2 |      |
| 永田町一丁目 | 1967年4月1日     | 1967年4月1日       | 永田町1（全）、永田町2、霞ヶ関2・3、三年町 |      |
| 永田町二丁目 | 1967年4月1日     | 1967年4月1日       | 永田町1（全）、永田町2、霞ヶ関2・3、三年町 |      |
| 隼町         | 1973年1月1日     | 1973年1月1日       | 隼町（全）                                 |      |
| 平河町一丁目 | 1971年7月1日     | 1971年7月1日       | 平河町1・2                                 |      |
| 平河町二丁目 | 1971年7月1日     | 1971年7月1日       | 平河町1・2                                 |      |
| 麹町一丁目   | 未実施           |                    |                                            |      |
| 麹町二丁目   | 未実施           |                    |                                            |      |
| 麹町三丁目   | 未実施           |                    |                                            |      |
| 麹町四丁目   | 未実施           |                    |                                            |      |
| 麹町五丁目   | 未実施           |                    |                                            |      |
| 麹町六丁目   | 未実施           |                    |                                            |      |
| 紀尾井町     | 1980年1月1日     | 1980年1月1日       | 紀尾井町（全）                             |      |
| 一番町       | 未実施           |                    |                                            |      |
| 二番町       | 未実施           |                    |                                            |      |
| 三番町       | 未実施           |                    |                                            |      |
| 四番町       | 未実施           |                    |                                            |      |
| 五番町       | 未実施           |                    |                                            |      |
| 六番町       | 未実施           |                    |                                            |      |
| 九段南二丁目 | 1966年10月1日    | 1966年10月1日      | 九段1〜4、竹平町、代官町、三番町           |      |
| 皇居外苑     | 1967年4月1日     | 1967年4月1日       | 祝田町、宝田町、元千代田町（以上全）       |      |
| 日比谷公園   | 1967年4月1日     | 1967年4月1日       | 日比谷公園                                 |      |

#### 千代田区役所富士見出張所管内
| 町名         | 町区域新設年月日 | 住居表示実施年月日 | 住居表示実施前の町名など                  | 備考 |
| ------------ | ---------------- | ------------------ | ----------------------------------------- | ---- |
| 千代田       | 1967年4月1日     | 1967年4月1日       | （皇居）                                  |      |
| 北の丸公園   | 1967年4月1日     | 1967年4月1日       | 代官町（全）                              |      |
| 一ツ橋一丁目 | 1970年1月1日     | 1970年1月1日       | 神田一ツ橋1・2（全）、竹平町              |      |
| 九段南一丁目 | 1966年10月1日    | 1966年10月1日      | 九段1〜4、竹平町、代官町、三番町          |      |
| 九段南三丁目 | 1966年10月1日    | 1966年10月1日      | 九段1〜4、竹平町、代官町、三番町          |      |
| 九段南四丁目 | 1966年10月1日    | 1966年10月1日      | 九段1〜4、竹平町、代官町、三番町          |      |
| 九段北一丁目 | 1966年10月1日    | 1966年10月1日      | 九段1〜4、飯田町1、富士見町1              |      |
| 九段北二丁目 | 1966年10月1日    | 1966年10月1日      | 九段1〜4、飯田町1、富士見町1              |      |
| 九段北三丁目 | 1966年10月1日    | 1966年10月1日      | 九段1〜4、飯田町1、富士見町1              |      |
| 九段北四丁目 | 1966年10月1日    | 1966年10月1日      | 九段1〜4、飯田町1、富士見町1              |      |
| 富士見一丁目 | 1966年10月1日    | 1966年10月1日      | 富士見町3（全）、富士見町1・2、飯田町1・2 |      |
| 富士見二丁目 | 1966年10月1日    | 1966年10月1日      | 富士見町3（全）、富士見町1・2、飯田町1・2 |      |
| 飯田橋一丁目 | 1966年10月1日    | 1966年10月1日      | 飯田町1・2、富士見町2                     |      |
| 飯田橋二丁目 | 1966年10月1日    | 1966年10月1日      | 飯田町1・2、富士見町2                     |      |
| 飯田橋三丁目 | 1966年10月1日    | 1966年10月1日      | 飯田町1・2、富士見町2                     |      |
| 飯田橋四丁目 | 1966年10月1日    | 1966年10月1日      | 飯田町1・2、富士見町2                     |      |

#### 千代田区役所神保町出張所管内
| 町名             | 町区域新設年月日 | 住居表示実施年月日 | 住居表示実施前の町名など          | 備考                       |
| ---------------- | ---------------- | ------------------ | --------------------------------- | -------------------------- |
| 一ツ橋二丁目     | 1970年1月1日     | 1970年1月1日       | 神田一ツ橋1・2（全）、竹平町      |                            |
| 神田神保町一丁目 | 1934年4月1日     | 未実施             |                                   |                            |
| 神田神保町二丁目 | 1934年4月1日     | 未実施             |                                   |                            |
| 神田神保町三丁目 | 1934年4月1日     | 未実施             |                                   |                            |
| 神田三崎町一丁目 | 1967年4月1日     | 1967年4月1日       | 神田三崎町1・2（全）              | 2018年1月1日三崎町から改名 |
| 神田三崎町二丁目 | 1967年4月1日     | 1967年4月1日       | 神田三崎町1・2（全）              | 2018年1月1日三崎町から改名 |
| 神田三崎町三丁目 | 1967年4月1日     | 1967年4月1日       | 神田三崎町1・2（全）              | 2018年1月1日三崎町から改名 |
| 西神田一丁目     | 1967年4月1日     | 1967年4月1日       | 西神田1・2（全）                  |                            |
| 西神田二丁目     | 1967年4月1日     | 1967年4月1日       | 西神田1・2（全）                  |                            |
| 西神田三丁目     | 1967年4月1日     | 1967年4月1日       | 西神田1・2（全）                  |                            |
| 神田猿楽町一丁目 | 1969年4月1日     | 1969年4月1日       | 神田猿楽町1・2（全）、神田駿河台2 | 2018年1月1日猿楽町から改名 |
| 神田猿楽町二丁目 | 1969年4月1日     | 1969年4月1日       | 神田猿楽町1・2（全）、神田駿河台2 | 2018年1月1日猿楽町から改名 |
| 神田駿河台一丁目 | 未実施           |                    |                                   |                            |
| 神田駿河台二丁目 | 未実施           |                    |                                   |                            |

#### 千代田区役所神田公園出張所管内
| 町名             | 町区域新設年月日 | 住居表示実施年月日 | 住居表示実施前の町名など                                                        | 備考                                                                       |
| ---------------- | ---------------- | ------------------ | ------------------------------------------------------------------------------- | -------------------------------------------------------------------------- |
| 神田錦町一丁目   | 未実施           |                    |                                                                                 |                                                                            |
| 神田錦町二丁目   | 未実施           |                    |                                                                                 |                                                                            |
| 神田錦町三丁目   | 未実施           |                    |                                                                                 |                                                                            |
| 神田小川町一丁目 | 未実施           |                    |                                                                                 |                                                                            |
| 神田小川町二丁目 | 未実施           |                    |                                                                                 |                                                                            |
| 神田小川町三丁目 | 未実施           |                    |                                                                                 |                                                                            |
| 内神田一丁目     | 1966年4月1日     | 1966年4月1日       | 神田鎌倉町、神田司町1、神田旭町、神田多町1（以上全）、神田美土代町、神田鍛冶町3 |                                                                            |
| 内神田二丁目     | 1966年4月1日     | 1966年4月1日       | 神田鎌倉町、神田司町1、神田旭町、神田多町1（以上全）、神田美土代町、神田鍛冶町3 |                                                                            |
| 内神田三丁目     | 1966年4月1日     | 1966年4月1日       | 神田鎌倉町、神田司町1、神田旭町、神田多町1（以上全）、神田美土代町、神田鍛冶町3 |                                                                            |
| 神田美土代町     | 未実施           |                    |                                                                                 |                                                                            |
| 神田司町二丁目   | 未実施           |                    |                                                                                 | 一丁目は1966年に消滅                                                       |
| 神田多町二丁目   | 未実施           |                    |                                                                                 | 一丁目は1966年に消滅                                                       |
| 神田鍛冶町三丁目 | 未実施           |                    |                                                                                 | 神田鍛冶町一〜二丁目は1974年の住居表示実施により、鍛冶町一〜二丁目となった |

#### 千代田区役所万世橋出張所管内
| 町名             | 町区域新設年月日 | 住居表示実施年月日 | 住居表示実施前の町名など | 備考 |
| ---------------- | ---------------- | ------------------ | --- | ---- |
| 神田駿河台一丁目 | 未実施           |                    | |      |
| 神田駿河台二丁目 | 未実施           |                    | |      |
| 神田駿河台三丁目 | 未実施           |                    | |      |
| 神田駿河台四丁目 | 未実施           |                    | |      |
| 神田淡路町一丁目 | 未実施           |                    | |      |
| 神田淡路町二丁目 | 未実施           |                    | |      |
| 神田須田町一丁目 | 未実施           |                    | |      |
| 外神田一丁目     | 1964年12月1日    | 1964年12月1日      | 神田旅籠町1〜3、神田仲町1・2、神田花房町、神田花田町、神田松住町、神田台所町、神田宮本町、神田同朋町、神田金沢町、神田末広町、神田田代町、神田松富町、神田山本町、神田亀住町、神田栄町、神田元佐久間町、神田五軒町（以上全）、神田佐久間町1、神田花岡町、神田練塀町、神田相生町 |      |
| 外神田二丁目     | 1964年12月1日    | 1964年12月1日      | 神田旅籠町1〜3、神田仲町1・2、神田花房町、神田花田町、神田松住町、神田台所町、神田宮本町、神田同朋町、神田金沢町、神田末広町、神田田代町、神田松富町、神田山本町、神田亀住町、神田栄町、神田元佐久間町、神田五軒町（以上全）、神田佐久間町1、神田花岡町、神田練塀町、神田相生町 |      |
| 外神田三丁目     | 1964年12月1日    | 1964年12月1日      | 神田旅籠町1〜3、神田仲町1・2、神田花房町、神田花田町、神田松住町、神田台所町、神田宮本町、神田同朋町、神田金沢町、神田末広町、神田田代町、神田松富町、神田山本町、神田亀住町、神田栄町、神田元佐久間町、神田五軒町（以上全）、神田佐久間町1、神田花岡町、神田練塀町、神田相生町 |      |
| 外神田四丁目     | 1964年12月1日    | 1964年12月1日      | 神田旅籠町1〜3、神田仲町1・2、神田花房町、神田花田町、神田松住町、神田台所町、神田宮本町、神田同朋町、神田金沢町、神田末広町、神田田代町、神田松富町、神田山本町、神田亀住町、神田栄町、神田元佐久間町、神田五軒町（以上全）、神田佐久間町1、神田花岡町、神田練塀町、神田相生町 |      |
| 外神田五丁目     | 1964年12月1日    | 1964年12月1日      | 神田旅籠町1〜3、神田仲町1・2、神田花房町、神田花田町、神田松住町、神田台所町、神田宮本町、神田同朋町、神田金沢町、神田末広町、神田田代町、神田松富町、神田山本町、神田亀住町、神田栄町、神田元佐久間町、神田五軒町（以上全）、神田佐久間町1、神田花岡町、神田練塀町、神田相生町 |      |
| 外神田六丁目     | 1964年12月1日    | 1964年12月1日      | 神田旅籠町1〜3、神田仲町1・2、神田花房町、神田花田町、神田松住町、神田台所町、神田宮本町、神田同朋町、神田金沢町、神田末広町、神田田代町、神田松富町、神田山本町、神田亀住町、神田栄町、神田元佐久間町、神田五軒町（以上全）、神田佐久間町1、神田花岡町、神田練塀町、神田相生町 |      |

#### 千代田区役所和泉橋出張所管内

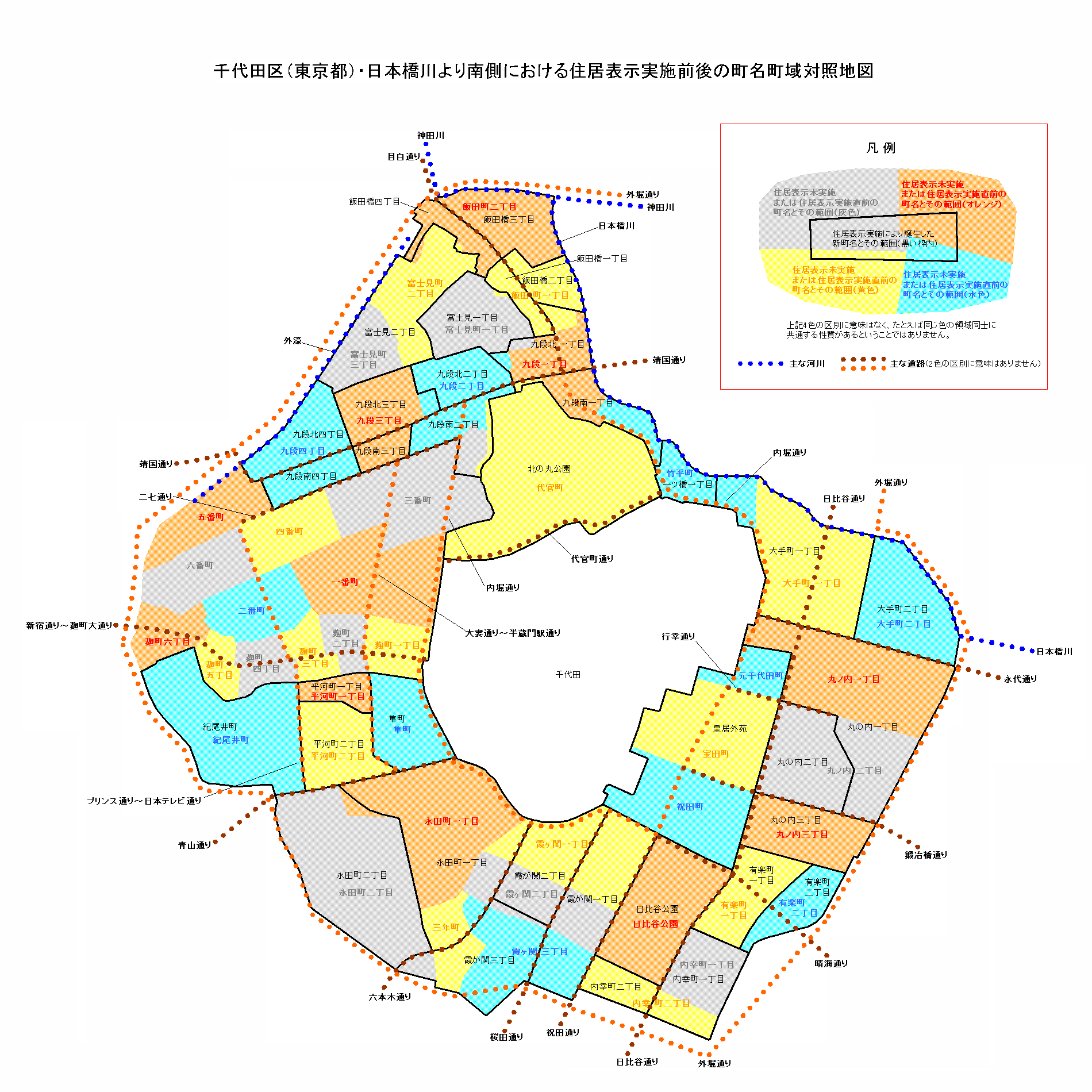
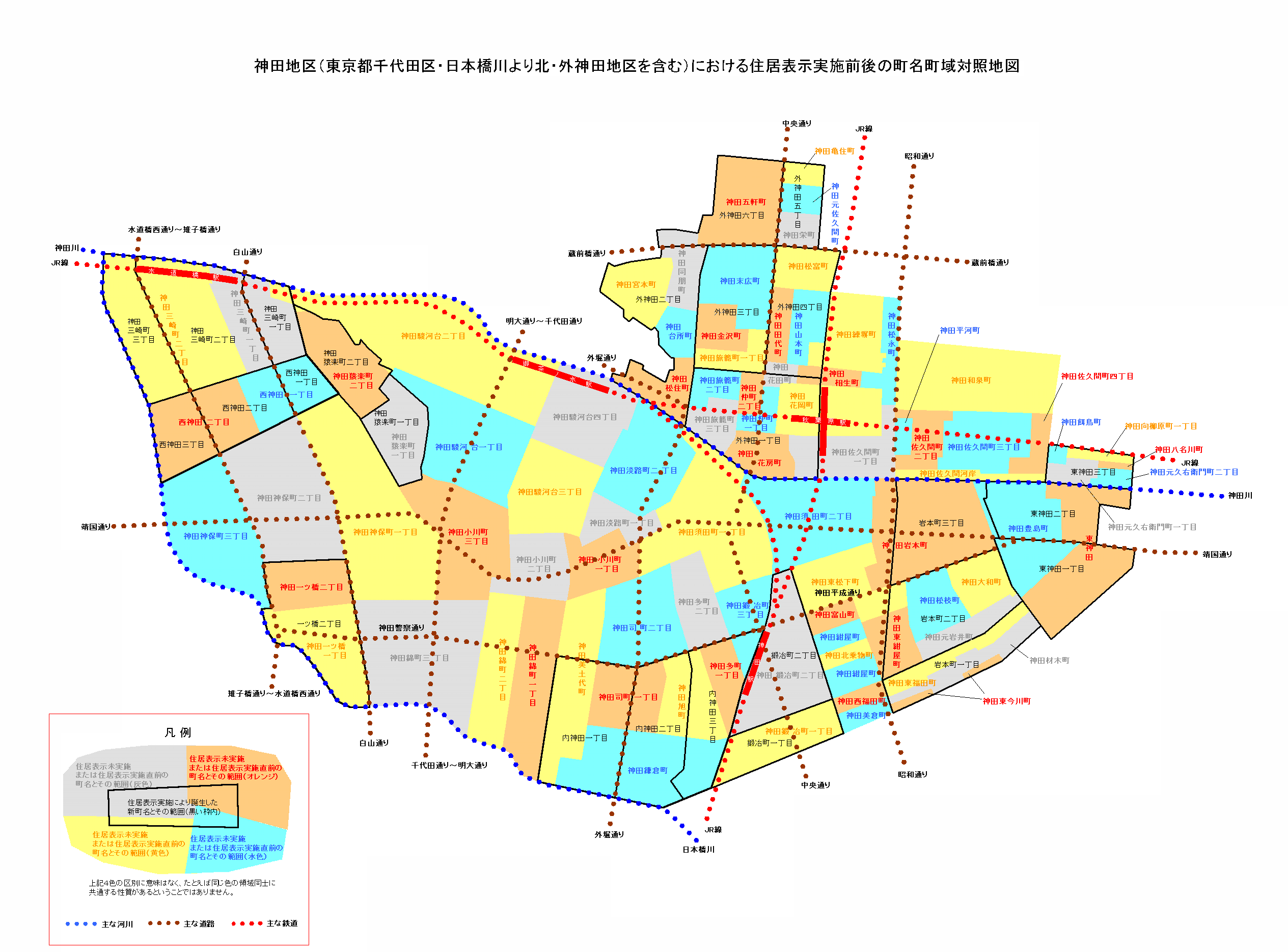

| 町名               | 町区域新設年月日                           | 住居表示実施年月日 | 住居表示実施前の町名など | 備考                                                           |
| ------------------ | ------------------------------------------ | ------------------ | --- | -------------------------------------------------------------- |
| 鍛冶町一丁目       | 1967年4月1日                               | 1967年4月1日       | 神田鍛冶町1・2（全） |                                                                |
| 鍛冶町二丁目       | 1967年4月1日                               | 1967年4月1日       | 神田鍛冶町1・2（全） |                                                                |
| 神田紺屋町         | 未実施                                     |                    | |                                                                |
| 神田北乗物町       | 未実施                                     |                    | |                                                                |
| 神田富山町         | 未実施                                     |                    | |                                                                |
| 神田美倉町         | 未実施                                     |                    | |                                                                |
| 岩本町一丁目       | 1965年7月1日                               | 1965年7月1日       | 神田東今川町、神田材木町、神田東福田町、神田松枝町、神田元岩井町、神田大和町（以上全）、神田豊島町、神田東松下町、神田東紺屋町、神田岩本町 |                                                                |
| 岩本町二丁目       | 1965年7月1日                               | 1965年7月1日       | 神田東今川町、神田材木町、神田東福田町、神田松枝町、神田元岩井町、神田大和町（以上全）、神田豊島町、神田東松下町、神田東紺屋町、神田岩本町 |                                                                |
| 岩本町三丁目       | 1965年7月1日                               | 1965年7月1日       | 神田東今川町、神田材木町、神田東福田町、神田松枝町、神田元岩井町、神田大和町（以上全）、神田豊島町、神田東松下町、神田東紺屋町、神田岩本町 |                                                                |
| 神田西福田町       | 未実施                                     |                    | |                                                                |
| 神田須田町二丁目   | 未実施                                     |                    | |                                                                |
| 神田東松下町       | 未実施                                     |                    | |                                                                |
| 神田東紺屋町       | 未実施                                     |                    | |                                                                |
| 神田岩本町         | 未実施                                     |                    | | 1965年の住居表示実施時に岩本町一〜三丁目に編入されなかった区域 |
| 東神田一丁目       | 1965年1月1日                               | 1965年1月1日       | 東神田、神田元久右衛門町1・2、神田八名川町、神田向柳原町1、神田餌鳥町（以上全）、神田豊島町                                                |                                                                |
| 東神田二丁目       | 1965年1月1日                               | 1965年1月1日       | 東神田、神田元久右衛門町1・2、神田八名川町、神田向柳原町1、神田餌鳥町（以上全）、神田豊島町                                                |                                                                |
| 東神田三丁目       | 1967年1月1日                               | 1967年1月1日       | 東神田、神田元久右衛門町1・2、神田八名川町、神田向柳原町1、神田餌鳥町（以上全）、神田豊島町                                                |                                                                |
| 神田相生町         | 未実施                                     |                    | |                                                                |
| 神田和泉町         | 未実施                                     |                    | |                                                                |
| 神田佐久間河岸     | 未実施（神田佐久間河岸nn号地と表記する。） |                    | |                                                                |
| 神田佐久間町一丁目 | 未実施                                     |                    | |                                                                |
| 神田佐久間町二丁目 | 未実施                                     |                    | |                                                                |
| 神田佐久間町三丁目 | 未実施                                     |                    | |                                                                |
| 神田佐久間町四丁目 | 未実施                                     |                    | |                                                                |
| 神田練塀町         | 未実施                                     |                    | |                                                                |
| 神田花岡町         | 未実施                                     |                    | |                                                                |
| 神田平河町         | 未実施                                     |                    | |                                                                |
| 神田松永町         | 未実施                                     |                    | |                                                                |

## 地域

### 主な祭事・行事
- 皇居一般参賀（正月、天皇誕生日）- 通常開放されていない正門が開放される。
- 神田祭
- 将門塚例祭
- 神田古本まつり
- 日比谷公園ガーデニングショー - 10月に都立日比谷公園で開催される。

### 麹町地域（旧麹町区）
麹町地域は、江戸開府以来から東京山手の町として賑わいを見せている。皇居を中心に、高級住宅地としての色とオフィス街および官公庁街としての色が濃い地域である。

#### 各町の特徴
- 千代田 - 皇居の所在地。新宮殿、皇居東御苑、宮内庁などがある。
- 皇居外苑 - 和田倉噴水公園（会津藩松平家上屋敷跡地）
- 北の丸公園 - 皇居の北側。日本武道館、東京国立近代美術館、国立公文書館などがある。九段下駅、竹橋駅が近い。
- 大手町 - オフィス街。読売・産経・日経新聞本社や経団連（関連：大手町駅）
- 丸の内 - オフィス街。東京駅西側。三菱グループ関連のビルが多く、別名「三菱村」。
- 有楽町 - 有楽町駅、日比谷駅の周辺の地域。織田有楽に由来。またニッポン放送（ラジオ局）がある。
- 内幸町 - 中日新聞東京本社（東京新聞・東京中日スポーツ）（関連：内幸町駅）
- 日比谷公園 - 日比谷野外音楽堂、日比谷図書文化館
- 霞が関 - 官庁街や警視庁本庁舎。「官僚」の代名詞にもなっている（関連：霞ケ関駅）
- 永田町 - 国会議事堂や自民党本部、立憲民主党本部、国民民主党本部、首相官邸があり、日本の政治の中心であり「国政」の代名詞にもなっている（関連：永田町駅）
- 飯田橋 - 飯田橋駅
- 富士見 - 法政大学、在日本朝鮮人総聯合会中央本部
- 九段北 - 築土神社、靖国神社、東京理科大学
- 九段南 - 千鳥ヶ淵緑道、 千代田区役所、東京法務局、九段会館、日本大学本部
- 麹町 - 旧麹町区役所の所在地。麹町駅、半蔵門駅
- 一番町 - 駐日英国大使館
- 二番町 - 日本テレビ麹町分室（BS日テレ本社など）
- 三番町 - 千鳥ケ淵戦没者墓苑、千鳥ヶ淵緑道、大妻女子大学
- 四番町 - 駐日本国ローマ法王庁大使館
- 五番町 - 市ケ谷駅
- 六番町 - ソニー・ミュージックエンタテインメント本社、千代田区立番町小学校
- 隼町 - 最高裁判所
- 平河町 - 砂防会館、全国共済農業協同組合連合会、タイトー本社
- 紀尾井町 - ホテルニューオータニ、上智大学
- 一ツ橋（一丁目） - 毎日新聞本社、竹橋

### 神田地域（旧神田区）
神田地域は、中央区日本橋や京橋とともに東京下町の一部として、江戸開府以来の中心的商業地として賑わいを見せている。

#### 神田冠称について
現在の千代田区の町名で旧神田区の区域にある街は「神田○○町、○神田」と称している（住居表示実施地区を除く）。これは戦後、旧麹町区と旧神田区が合併する際に「神田」の町名が消えることを避けるために、旧神田の町名に神田を冠したことによる。名称の経緯が似ている例として日本橋地域が挙げられる。

#### 各町の特徴
- 一ツ橋（二丁目）
- 内神田 - 広意には、江戸城総構え内（神田川以南）の神田地域を指す。神田駅西側の地区。
- 西神田
- 岩本町
- 神田岩本町 - 町域の大部分は「岩本町」に町名変更。
- 鍛冶町 - 神田駅東側の地区。
- 神田鍛冶町 - 神田鍛冶町三丁目のみ残存（一丁目・二丁目は「鍛冶町」）
- 神田猿楽町
- 神田三崎町 - 水道橋駅
- 神田淡路町
- 神田小川町 - スポーツ用品店街
- 神田北乗物町
- 神田紺屋町
- 神田神保町 - 古書店街、神保町駅。
- 神田須田町
- 神田駿河台 - 御茶ノ水駅周辺の地域。明治大学・日本大学などのある学生街。
- 神田多町 - 神田多町二丁目のみ残存。
- 神田司町 - 神田司町二丁目のみ残存。
- 神田富山町
- 神田錦町 - 旧神田区役所の所在地。
- 神田西福田町
- 神田東紺屋町
- 神田東松下町
- 神田美倉町
- 神田美土代町
- 東神田 - 繊維問屋街。一丁目・二丁目が総構え、三丁目が総構えの外れにあたる。
- 外神田 - 広意には、江戸城総構えの外れ（神田川以北）にある神田地域を指す。秋葉原駅の西側の地区。秋葉原電気街の中核をなす。
- 神田相生町
- 神田和泉町
- 神田佐久間河岸
- 神田佐久間町 - 東京メトロ秋葉原駅がある。
- 神田練塀町
- 神田花岡町 - ヨドバシAkiba、つくばエクスプレス秋葉原駅がある。
- 神田平河町
- 神田松永町

### 官公庁
千代田区は日本の中枢であり、多くの政府機関が密集している。

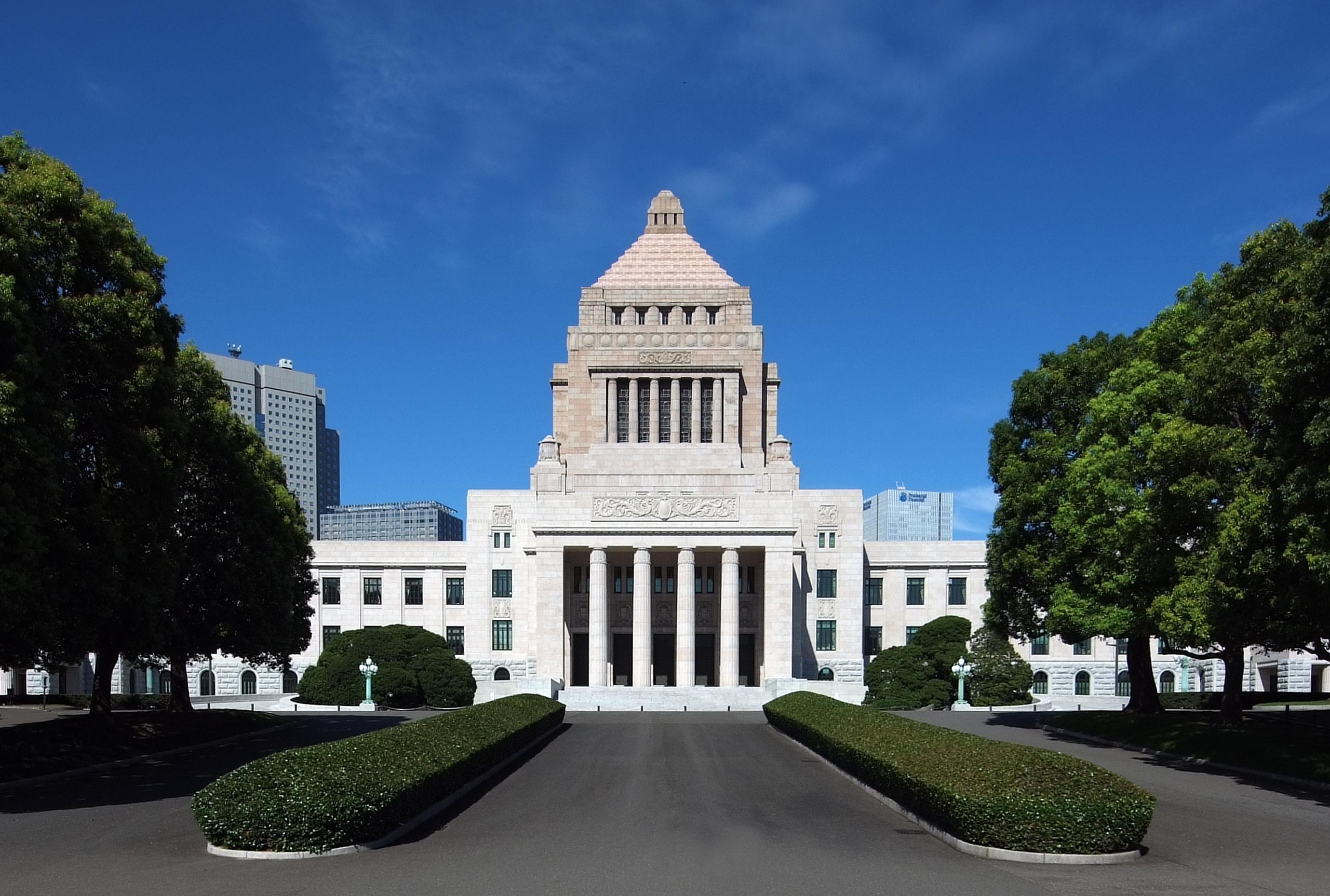
国会議事堂

| - 国会議事堂 - 最高裁判所 - 総理大臣官邸 - 内閣府庁舎 - 内閣官房庁舎 - 外務省庁舎 - 財務省庁舎 | - 経済産業省庁舎 - 国立公文書館 - 日本学術会議 - 官民人材交流センター - 宮内庁庁舎 - 消費者庁（山王パークタワー） - 人事院庁舎 | - 中央合同庁舎 - 第1号館 - 第2号館 - 第3号館 - 第4号館 - 第5号館 - 第6号館 - 第7号館 |  |

### 在外公館

#### 大使館
| - アイルランド大使館 - 英国大使館 - イスラエル大使館 - インド大使館 - チュニジア共和国大使館 | - ベナン共和国大使館 - ベルギー大使館 - ボスニア・ヘルツェゴビナ大使館 - ポルトガル大使館 - 南アフリカ共和国大使館 | - メキシコ大使館 - ルクセンブルク大使館 - ローマ法王庁大使館 |

#### 領事館
- セーシェル共和国名誉領事館

#### 大使館の機能を果たしている機関
- 在日本朝鮮人総聯合会中央本部
- 駐日パレスチナ常駐総代表部

### 国際機関
- アジア開発銀行駐日代表事務所
- アジア開発銀行研究所
- アジア生産性機構
- 米州開発銀行アジア事務所
- 国際原子力機関東京地域事務所
- 国際金融公社東京事務所
- 国際復興開発銀行・国際開発協会東京事務所
- 国際通貨基金アジア太平洋地域事務所
- 多数国間投資保証機関事務所
- 国際連合工業開発機関東京投資・技術移転促進事務所
- 経済協力開発機構東京センター
- 国際獣疫事務局アジア太平洋地域事務所

### メディア

#### テレビ
- 東京メトロポリタンテレビジョン（MXTV、TOKYO MX）
- 日本BS放送（BS11）

過去には日本テレビ放送網（日テレ）の本社が二番町にあったが、2003年（平成15年）に港区東新橋（汐留シオサイト）に移転した。旧社屋は麹町分室として使用されていたが、2019年（平成31年/令和元年）に同じ二番町に番町スタジオに新築移転したのちに解体された。

#### ラジオ
- ニッポン放送 - AM局。新局舎建設中はお台場のフジテレビ局舎に同居していた。
- エフエム東京（TOKYO FM）
  - ジャパンエフエムネットワーク（エフエム東京の子会社で系列局に番組を制作・配信している）
  - ミュージックバード（エフエム東京の子会社の衛星ラジオ事業者で、コミュニティ放送局向けの番組も制作・配信している）

#### 新聞社、出版社
朝日新聞東京本社・日刊スポーツ新聞社（いずれも中央区）、報知新聞社（スポーツ報知。港区）、スポーツニッポン新聞社、東京スポーツ新聞社（いずれも江東区）を除く全国紙・地方紙・スポーツ紙の本社が千代田区に所在している。なお朝日新聞は、千代田区内に東京総局を置いている。出版社は東京に集中して存在しており、大手から専門出版社まで、当区北部および文京区に数多く存在する。
- 読売新聞グループ本社
  - 読売新聞東京本社（読売新聞）
  - 中央公論新社
- 毎日新聞グループホールディングス
  - 毎日新聞東京本社（毎日新聞）
  - 毎日新聞出版
- 産業経済新聞社
  - 産経新聞東京本社（産経新聞・サンケイスポーツ・夕刊フジ）
  - 産経新聞出版
- 日本経済新聞社（日本経済新聞）
  - 日経BP
- 中日新聞東京本社（東京新聞・東京中日スポーツ）
- 一ツ橋グループ
  - 小学館、集英社など
- KADOKAWA
  - 汐文社、ブックウォーカーなど
- 日本電子出版協会

### ナンバープレート
東京運輸支局本庁舎の管轄エリアで、品川ナンバーを交付される。

### ケーブルテレビエリア
- 東京ケーブルネットワーク（区内全域）

## 行政

### 区長
- 区長：樋口高顕（2021年2月8日就任[14]、1期目）

| 代         | 氏名       | 就任日        | 退任日         | 備考                     |
| ---------- | ---------- | ------------- | -------------- | ------------------------ |
| 初代       | 村瀬清     | 1947年        | 1955年4月22日  |                          |
| 初代       | 村瀬清     | 1955年5月28日 | 1959年5月27日  | 区長選任制導入           |
| 2代        | 市村駒之助 | 1959年6月23日 | 1960年         |                          |
| 3代        | 遠山景光   | 1960年5月20日 | 1972年5月19日  |                          |
| 職務代理者 | 石川五郎   | 1972年5月20日 | 1973年3月16日  |                          |
| 4代        | 高橋銑一   | 1973年3月16日 | 1975年         |                          |
| 5代        | 遠山景光   | 1975年4月27日 | 1980年12月20日 | 公選復活。任期中に死去。 |
| 6代        | 加藤清政   | 1981年2月8日  | 1989年2月7日   |                          |
| 7代        | 木村茂     | 1989年2月8日  | 2001年2月7日   |                          |
| 8代        | 石川雅己   | 2001年2月8日  | 2021年2月7日   |                          |
| 9代        | 樋口高顕   | 2021年2月8日  | 現職           |                          |

### 日本初の路上喫煙禁止条例
- 2002年（平成14年）11月より、日本初・公道上での喫煙に対して過料を徴収する条例（千代田区生活環境条例）が施行された。
- 東京駅・秋葉原など、千代田区のほとんどの地域は、この条例により路上での喫煙が禁止されている。違反者には2万円（当分の間2,000円）の過料を課せられる。

指定地区外も公共の場所での歩きタバコをしないように努める義務がある。また、ゴミのポイ捨てに対しても禁止する規定がある。
今まで永田町・霞が関・内幸町はこの条例の適用除外地域であったが、2010年（平成22年）4月1日から皇居・皇居外苑・日比谷公園や中小の公園を除く千代田区全域の公道上で路上喫煙が禁止されている。
また、このほか政令指定都市の大阪市などの自治体でも、いわゆる路上喫煙禁止条例を制定・施行しているところもある。

### 災害準備施策
| - 東京都災害拠点病院病床数 - 904床 - 避難所 - 23か所 - 避難所収容人員 - 2万5,812人 - 給水拠点確保水量 - 3,100立方m - 屋外拡声器 - 71か所 | - 備蓄倉庫数 - 46か所 - 救急告示医療機関 - 3か所 - 街頭消火器 - 約770本 - 消防ポンプ車 - 16台 - 救急車 - 7台 |

## 議会

### 東京都議会
2021年東京都議会議員選挙
- 選挙区：千代田区選挙区
- 定数：1人
- 任期：2021年7月23日 - 2025年7月22日
- 投票日：2021年7月4日
- 当日有権者数：52,921人
- 投票率：44.19％

| 候補者名 | 当落 | 年齢 | 所属党派           | 新旧別 | 得票数  | 備考                   |
| -------- | ---- | ---- | ------------------ | ------ | ------- | ---------------------- |
| 平慶翔   | 当   | 33   | 都民ファーストの会 | 現     | 8,149票 | 板橋区選挙区から国替え |
| 内田直之 | 落   | 57   | 自由民主党         | 新     | 7,240票 | 内田茂の娘婿           |
| 浜森香織 | 落   | 42   | 無所属             | 新     | 4,278票 |                        |
| 冨田直樹 | 落   | 45   | 日本共産党         | 新     | 3,189票 |                        |

2017年東京都議会議員選挙
- 選挙区：千代田区選挙区
- 定数：1人
- 投票日：2017年7月4日
- 当日有権者数：47,902人
- 投票率：54.28％

| 候補者名 | 当落 | 年齢 | 所属党派           | 新旧別 | 得票数   | 備考                |
| -------- | ---- | ---- | ------------------ | ------ | -------- | ------------------- |
| 樋口高顕 | 当   | 34   | 都民ファーストの会 | 新     | 14,418票 | 2021年1月24日に辞職 |
| 中村彩   | 落   | 27   | 自由民主党         | 新     | 7,556票  |                     |
| 須賀和男 | 落   | 61   | 無所属             | 新     | 2,871票  |                     |
| 後藤輝樹 | 落   | 34   | 諸派               | 新     | 602票    |                     |

### 衆議院
- 選挙区：東京1区（千代田区、新宿区）
- 任期：2024年10月27日 - 2028年10月26日
- 投票日：2024年10月27日
- 当日有権者数：329,471人
- 投票率：55.60％

| 当落 | 候補者名   | 年齢 | 所属党派         | 新旧別 | 得票数   | 重複 |
| ---- | ---------- | ---- | ---------------- | ------ | -------- | ---- |
| 当   | 海江田万里 | 75   | 立憲民主党       | 前     | 56,979票 | ○    |
|      | 山田美樹   | 50   | 自由民主党       | 前     | 55,040票 |      |
|      | 音喜多駿   | 41   | 日本維新の会     | 新     | 29,002票 | ○    |
|      | 佐藤沙織里 | 35   | 無所属           | 新     | 12,255票 |      |
|      | 中野顕     | 60   | 日本共産党       | 新     | 11,889票 |      |
|      | 桜井祥子   | 40   | 参政党           | 新     | 10,636票 |      |
|      | 高木寛史   | 40   | みんなでつくる党 | 新     | 951票    |      |
|      | 新垣宏     | 80   | 無所属           | 新     | 716票    |      |
|      | 新藤伸夫   | 75   | 諸派             | 新     | 530票    |      |

## 警察
- 警視庁
  - 麹町警察署（麹町1-4）
  - 丸の内警察署（有楽町1-9-2）
  - 神田警察署（神田錦町2-2）
  - 万世橋警察署（外神田1-16-5）

## 消防
- 東京消防庁（大手町1-3-5）※丸の内消防署併設
  - 第一方面本部（麹町1-12）※麹町消防署併設
    - 丸の内消防署（大手町1-3-5）特別消火中隊・救急隊1
      - 有楽町出張所（有楽町1-9-2）救急隊無

    - 麹町消防署（麹町1-12）特別消火中隊・救急隊無
      - 永田町出張所（永田町1-8-3）特別救助隊・救急隊1

    - 神田消防署（外神田4-14-3）特別消火中隊・救急隊1
      - 三崎町出張所（三崎町3-3-9）救急隊1
      - 鍛冶町出張所（鍛冶町2-3-2）救急隊無

## 主な病院

### 東京都災害拠点病院
現在、千代田区内で東京都災害拠点病院に指定されている病院は日本大学病院と三井記念病院の2か所である。

### 救急指定病院
現在、千代田区内の救急告示医療機関は3か所ある。
- 三楽病院
- 三井記念病院
- 東京逓信病院

## 交通

### 道路
高速道路

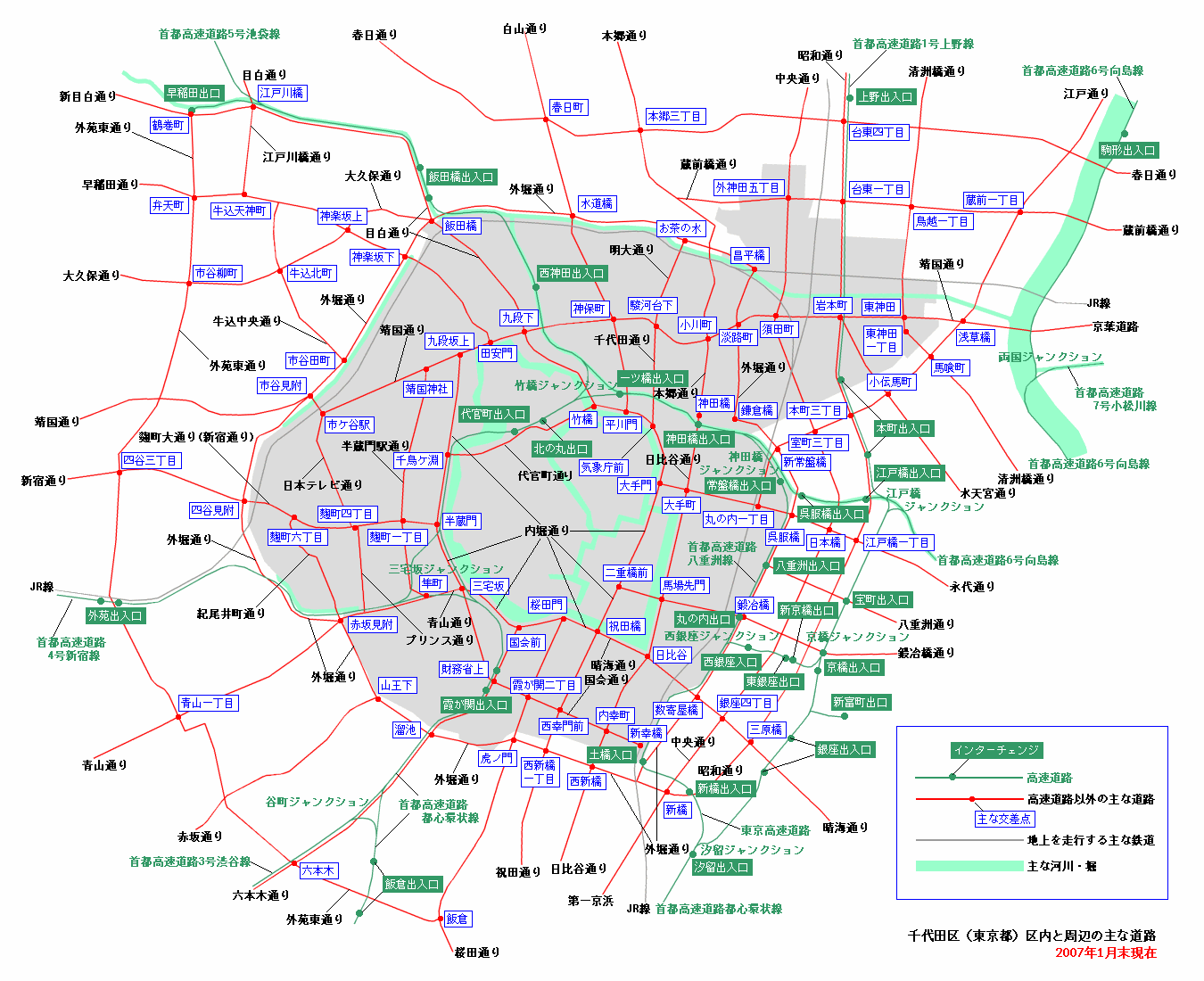
区内と周辺の主な道路

- 首都高速都心環状線（霞が関出入口 - 三宅坂JCT - 代官町出入口 - 北の丸出口 - 竹橋JCT - 神田橋出入口 - 神田橋JCT）
- 首都高速5号池袋線（竹橋JCT - 一ツ橋出入口 - 西神田出入口）
- 首都高速八重洲線（神田橋JCT - 常盤橋出入口）

放射道路（時計回りに表記）
- 国道1号（桜田通り）
- 六本木通り（東京都道412号霞ヶ関渋谷線）
- 国道246号
- 国道20号（甲州街道）
- 靖国通り
- 白山通り
- 国道17号(中央通り)
- 国道4号（昭和通り）
- 晴海通り
- 日比谷通り
- 愛宕通り

環状道路（皇居側からの表記）
- 内堀通り
- 外堀通り（東京都道405号外濠環状線）

### 鉄道
東日本旅客鉄道（JR東日本）
 東北新幹線・山形新幹線・秋田新幹線・北海道新幹線・上越新幹線・北陸新幹線
- 東京駅

 東海道線・ ■上野東京ライン（宇都宮線・高崎線・常磐線）
- 東京駅

 山手線・ 京浜東北線
- 有楽町駅 - 東京駅 - 神田駅 - 秋葉原駅

 中央線快速
- 東京駅 - 神田駅 - 御茶ノ水駅

※神田駅 - 御茶ノ水駅間には万世橋駅があったが、1943年（昭和18年）に廃止されている。現在でもホームの遺構が残っており、高架下は2006年（平成18年）まで交通博物館として使用されていた。
 中央・総武緩行線
- 秋葉原駅 - 御茶ノ水駅 - 水道橋駅 - 飯田橋駅 - 市ケ谷駅

 横須賀・総武快速線
- 東京駅

 京葉線・ 武蔵野線
- 東京駅

- ※武蔵野線は東京駅 - 西船橋駅間は京葉線に直通運転

東海旅客鉄道（JR東海）
 東海道新幹線
- 東京駅

東京地下鉄（東京メトロ）
 銀座線
- 神田駅 - 末広町駅 -（中央区区間）- 溜池山王駅

 丸ノ内線
- 国会議事堂前駅 - 霞ケ関駅 - （中央区区間） - 東京駅 - 大手町駅 - 淡路町駅

 日比谷線
- 秋葉原駅 -（中央区区間）- 日比谷駅 - 霞ケ関駅

 東西線
- 飯田橋駅 - 九段下駅 - 竹橋駅 - 大手町駅

 千代田線
- 国会議事堂前駅 - 霞ケ関駅 -  日比谷駅- 二重橋前駅 - 大手町駅 - 新御茶ノ水駅

 有楽町線
- - 麹町駅 - 永田町駅 - 桜田門駅 - 有楽町駅 -

 半蔵門線
- 永田町駅 - 半蔵門駅 - 九段下駅 - 神保町駅 - 大手町駅

 南北線
- 溜池山王駅 - 永田町駅
- ※副都心線は東京メトロの9路線で唯一、千代田区を通っていない。

東京都交通局（都営地下鉄）
 三田線
- 神保町駅 - 大手町駅 - 日比谷駅 - 内幸町駅

 新宿線
- 市ヶ谷駅 - 九段下駅 - 神保町駅 - 小川町駅 - 岩本町駅

首都圏新都市鉄道
 つくばエクスプレス
- 秋葉原駅

### バス
- 都営バス
- 東急バス（東98系統自由が丘線）
- 京王バス（052系統丸の内線）
- 日の丸自動車興業
  - 丸の内シャトル
  - メトロリンク日本橋
- 日立自動車交通
  - 風ぐるま（2015年までは乗合タクシーとして運行）
  - 晴海ライナー

## 経済

### 商業施設

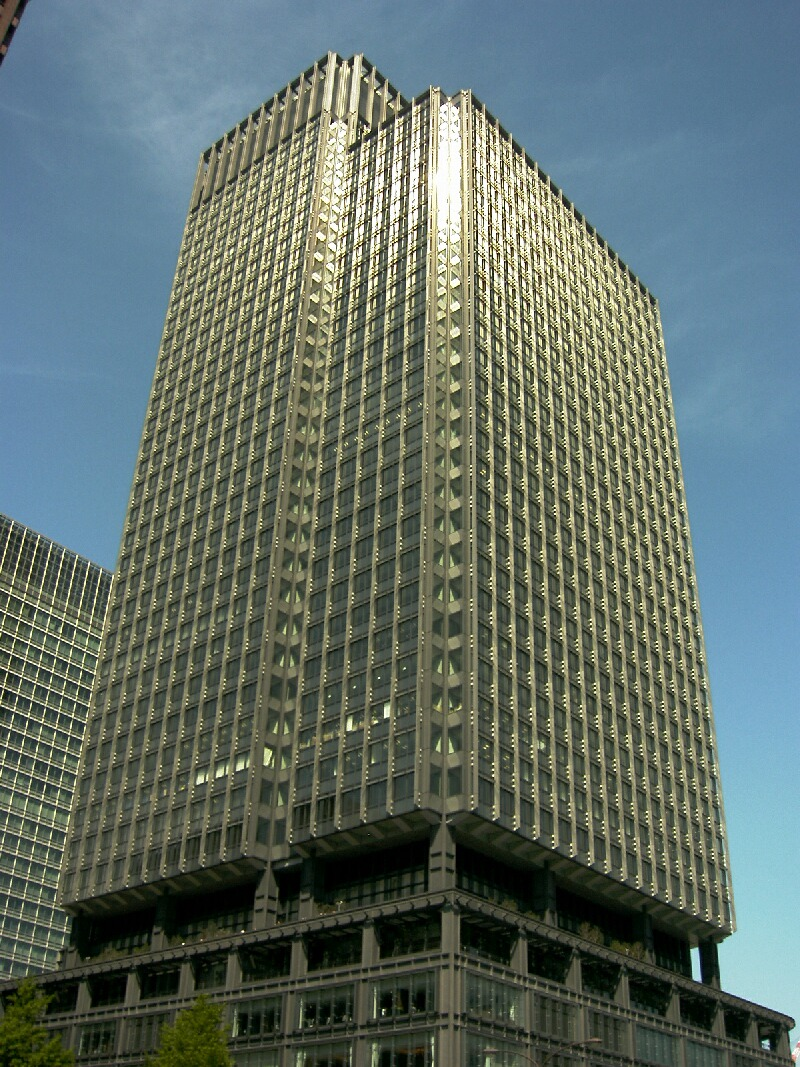
新丸の内ビルディング

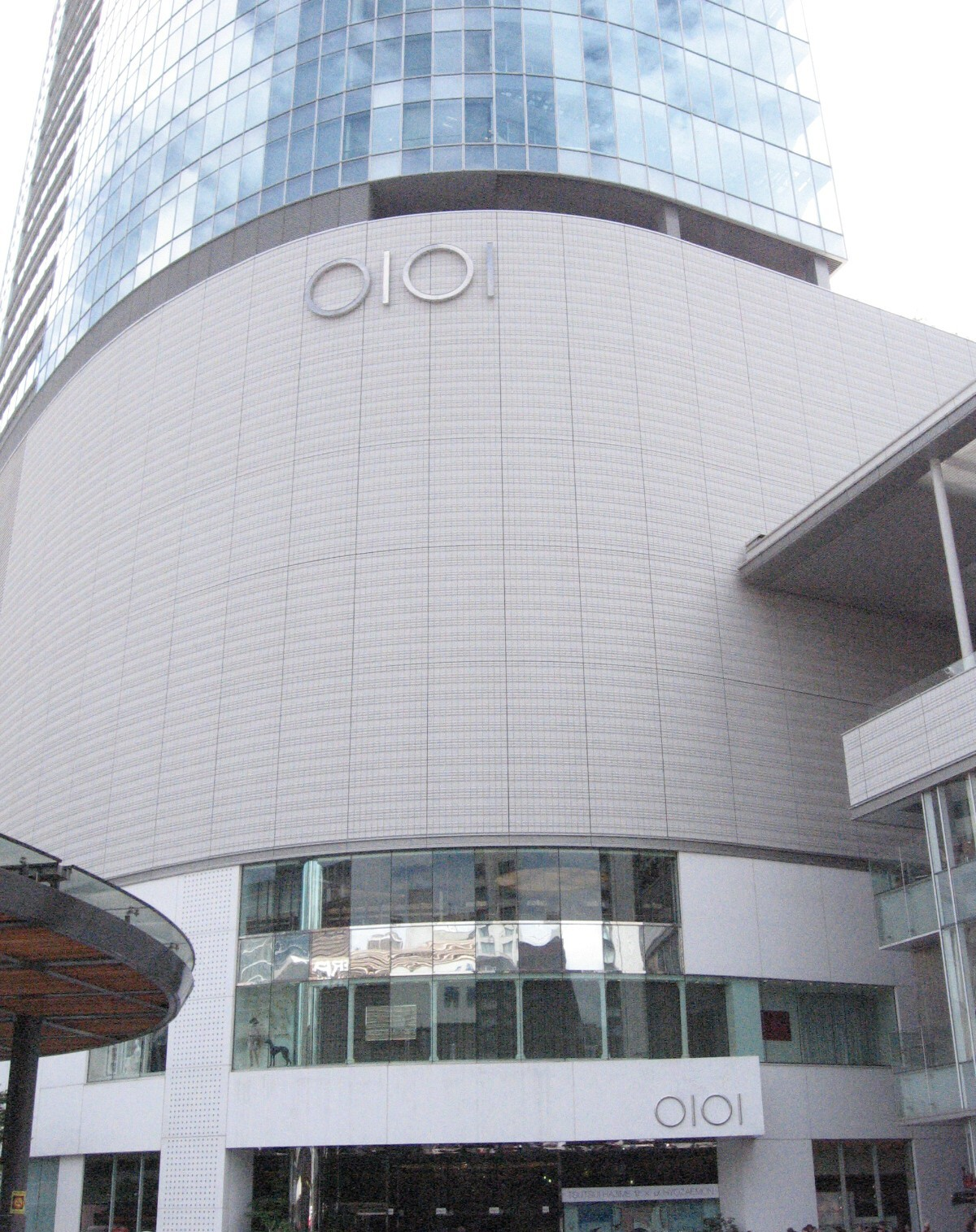
有楽町イトシア

#### 複合商業施設
- 丸の内ビルディング（丸ビル）
- 新丸の内ビルディング（新丸ビル）
- 丸の内マイプラザ
- 丸の内オアゾ
- JPタワー（KITTE）
- TOKIA
- 東京ガーデンテラス紀尾井町
- 東京ミッドタウン日比谷
- 有楽町マリオン
- 有楽町イトシア（有楽町マルイ）
- 読売会館（ビックカメラ有楽町店）
- ヨドバシAkiba

#### デパート・ファッションビル
- 大丸東京店（グラントウキョウ）
- 有楽町マルイ（有楽町イトシア）
- 阪急MEN'S TOKYO（有楽町マリオン）
- ルミネ有楽町（有楽町マリオン）

#### ホテル

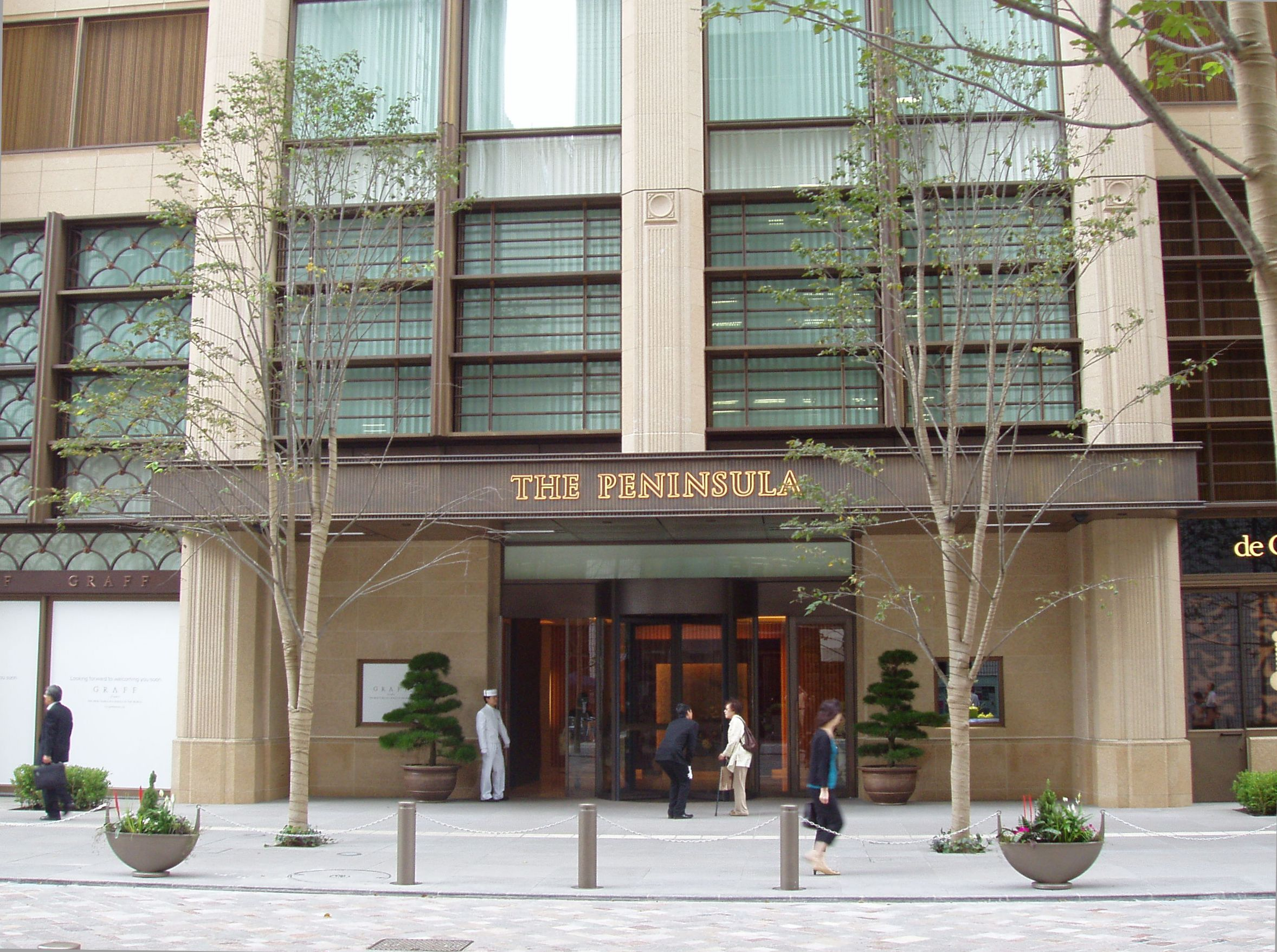
ザ・ペニンシュラ東京

- 帝国ホテル東京
- ザ・キャピトルホテル東急
- ザ・プリンスギャラリー 東京紀尾井町
- ホテルニューオータニ
- 丸ノ内ホテル
- ホテルメトロポリタン丸の内
- パレスホテル
- 星のや東京
- 東京ステーションホテル
- 丸ノ内ホテル
- ザ・ペニンシュラ東京
- フォーシーズンズホテル丸の内東京
- フォーシーズンズホテル東京大手町
- シャングリ・ラ ホテル 東京
- アマン東京

### 預金取扱金融機関
- みずほ銀行 ★
- 三菱UFJ銀行 ★
- 三井住友銀行 ★
- りそな銀行
- セブン銀行 ★
- ソニー銀行 ★
- 群馬銀行
- 武蔵野銀行
- 千葉銀行
- きらぼし銀行
- 山梨中央銀行
- 福井銀行
- 静岡銀行
- 池田泉州銀行
- 紀陽銀行
- 四国銀行
- 琉球銀行
- 三菱UFJ信託銀行 ★
- 三井住友信託銀行 ★
- SMBC信託銀行
- 野村信託銀行 ★
- あおぞら銀行 ★
- SBJ銀行
- 北洋銀行
- 北日本銀行
- 東日本銀行
- 長野銀行
- トマト銀行
- もみじ銀行
- 香川銀行
- 愛媛銀行
- 高知銀行
- 南日本銀行
- 朝日信用金庫
- 興産信用金庫 ★
- 東京シティ信用金庫
- 芝信用金庫
- 東京東信用金庫
- 西武信用金庫
- 城南信用金庫
- 城北信用金庫
- 商工組合中央金庫
- 東浴信用組合 ★
- 文化産業信用組合 ★
- 中ノ郷信用組合
- 第一勧業信用組合
- 警視庁職員信用組合 ★
- 東京消防信用組合 ★
- 毎日信用組合
- 労働金庫連合会 ★
- 中央労働金庫 ★
- 農林中央金庫 ★

★は本店所在金融機関

## 文化施設

### イベントホール

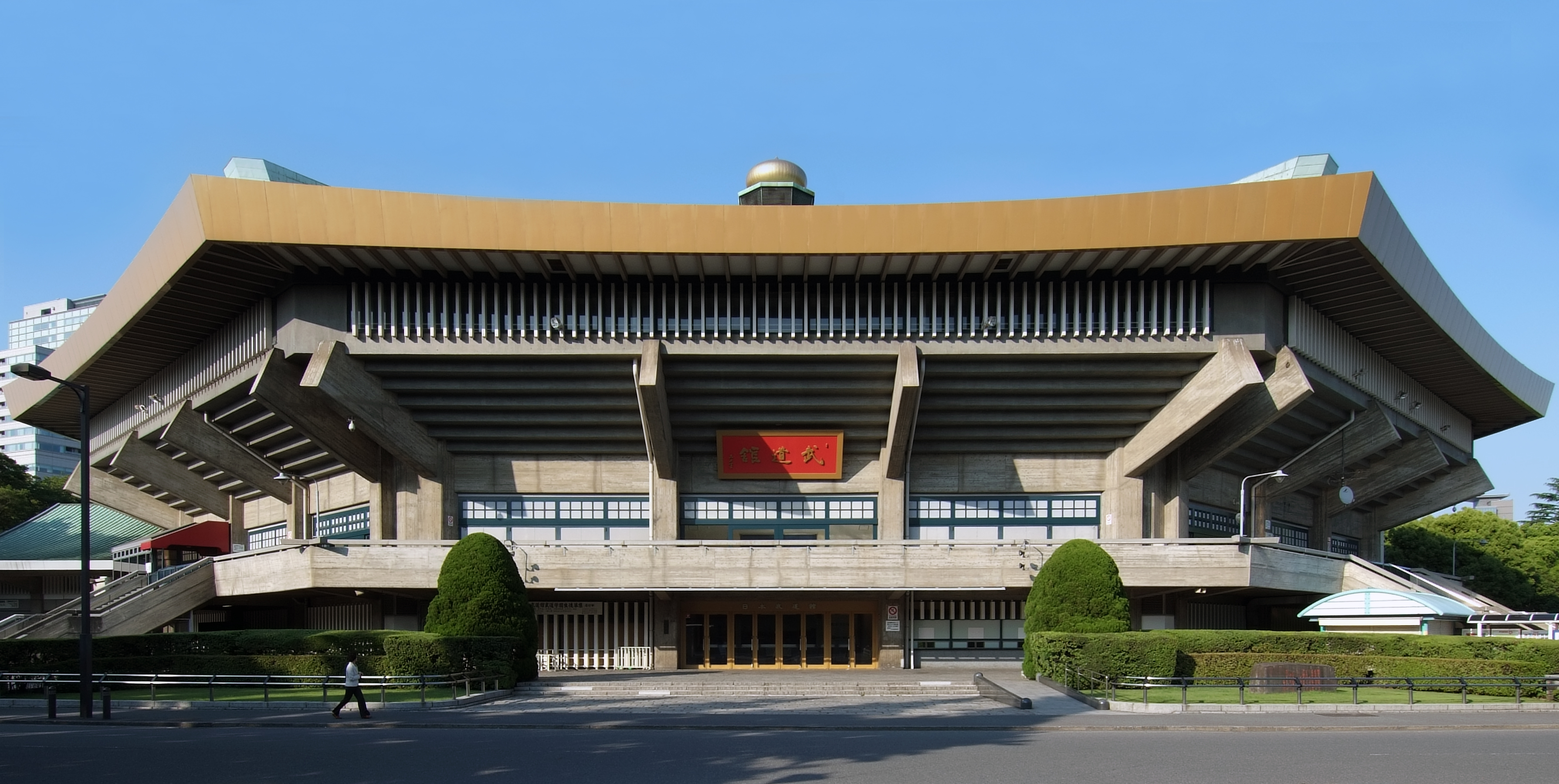
日本武道館

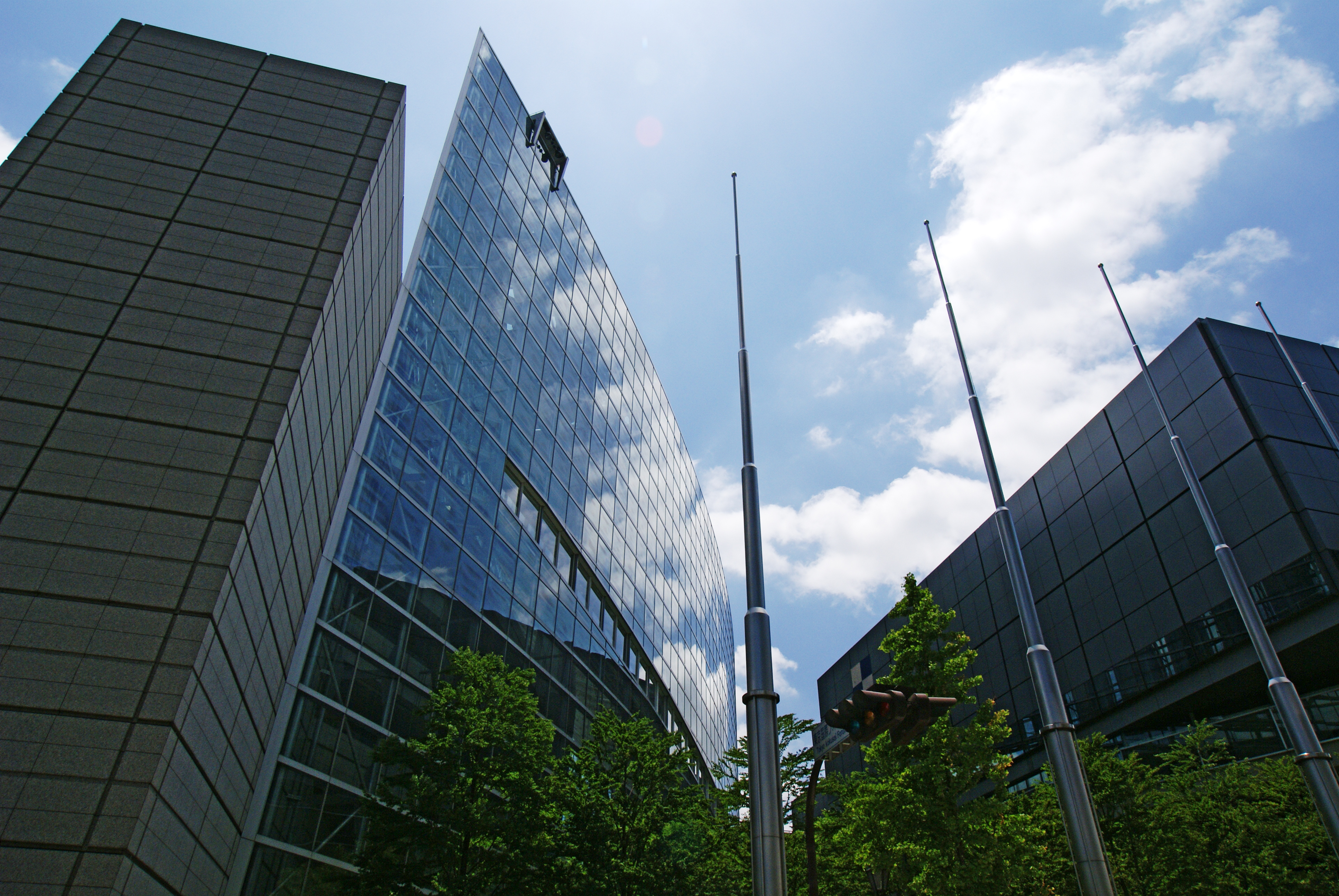
東京国際フォーラム

- 日本武道館 - 北の丸公園内に所在。
- 東京国際フォーラム
- 国立劇場
- 帝国劇場
- 東京宝塚劇場
- 日生劇場
- よみうりホール（読売会館）
- 紀尾井ホール
- サンケイプラザ（東京サンケイビル）
- 日比谷公会堂
- TOKYO FM HALL

### 美術館・博物館
- 科学技術館 - 北の丸公園内に所在。
- 東京国立近代美術館
  - 工芸館
- 出光美術館
- 相田みつを美術館 - 東京国際フォーラム地下1階
- 千代田区立四番町歴史民俗資料館
かつては神田須田町に交通博物館があったが2006年（平成18年）5月14日をもって閉館となった。
- 3331 Arts Chiyoda - 旧千代田区立練成中学校の校舎を再利用したアートギャラリー。

### 図書館
- 国立
  - 国立国会図書館
- 区立
  - 千代田区立図書館
    - 千代田図書館
    - 四番町図書館
    - 神田まちかど図書館
    - 昌平まちかど図書館

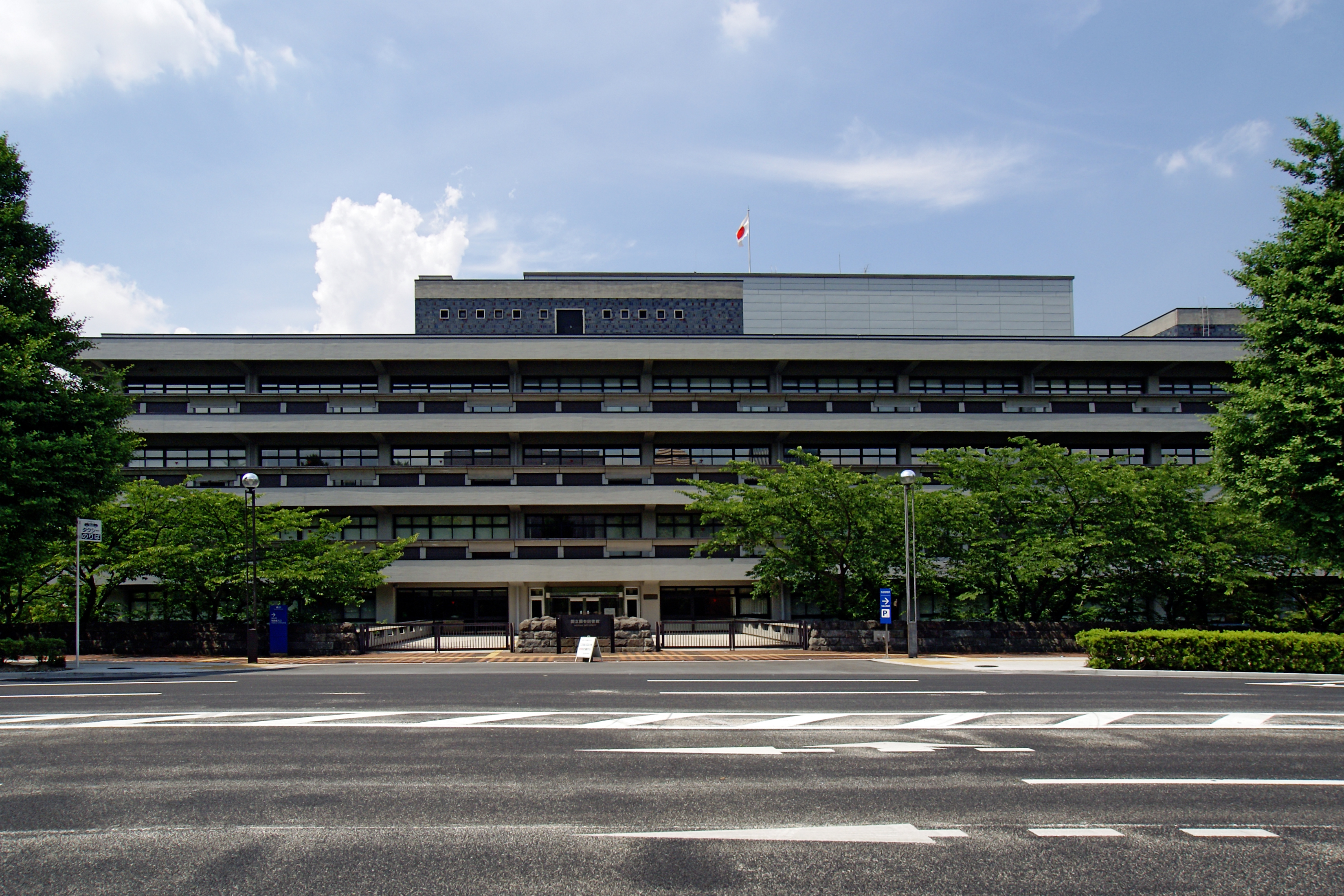
国立国会図書館

    - 千代田区立 日比谷図書文化館 - 2009年7月1日に東京都から千代田区に移管され、2011年11月4日に開館した。

区民1人あたりの区民図書館蔵書数は5.6冊で23区のトップである。23区の平均は区民1人あたり3.4冊である（2012年現在）。

## 歴史的建造物・名所・旧跡
重要文化財（国指定）
- 旧江戸城田安門・清水門・外桜田門
- 旧近衛師団司令部庁舎（東京国立近代美術館工芸館）
- 法務省旧本館
- 明治生命館
- 東京駅丸の内駅舎
- 東京復活大聖堂（ニコライ堂） - 日本正教会の府主教座教会
- 山王日吉神社境内遺跡

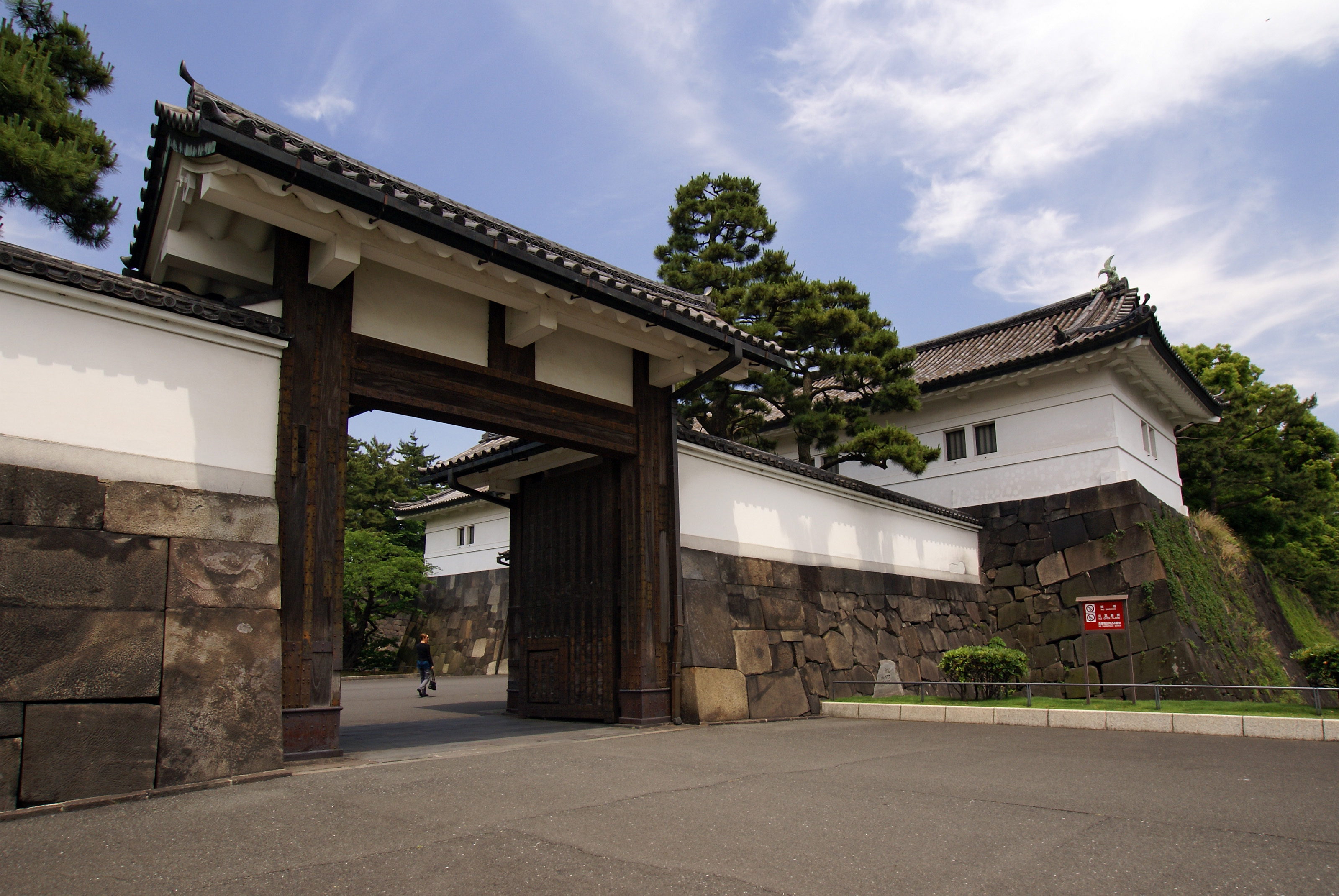
桜田門
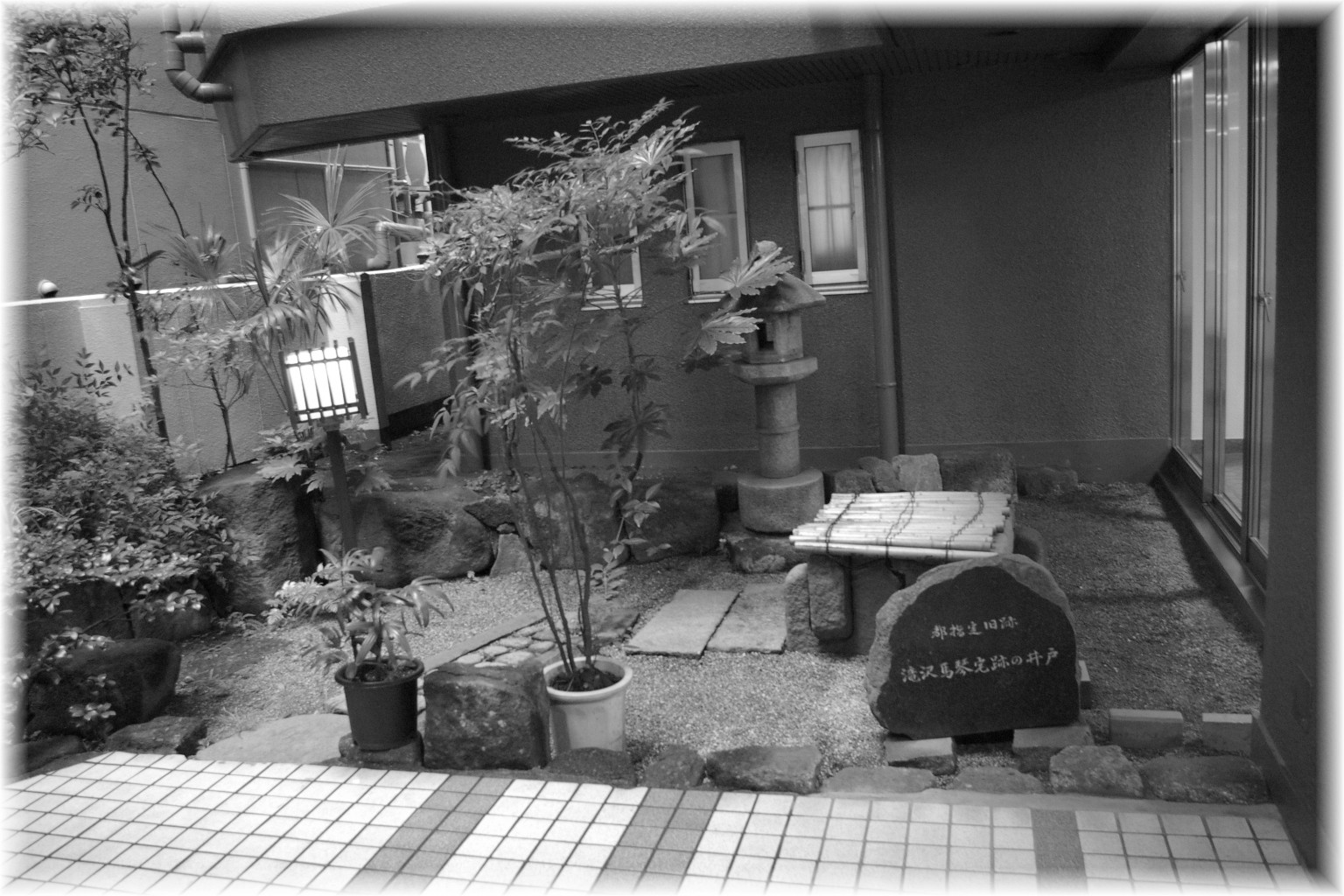
曲亭馬琴硯の井戸跡 （九段坂下）
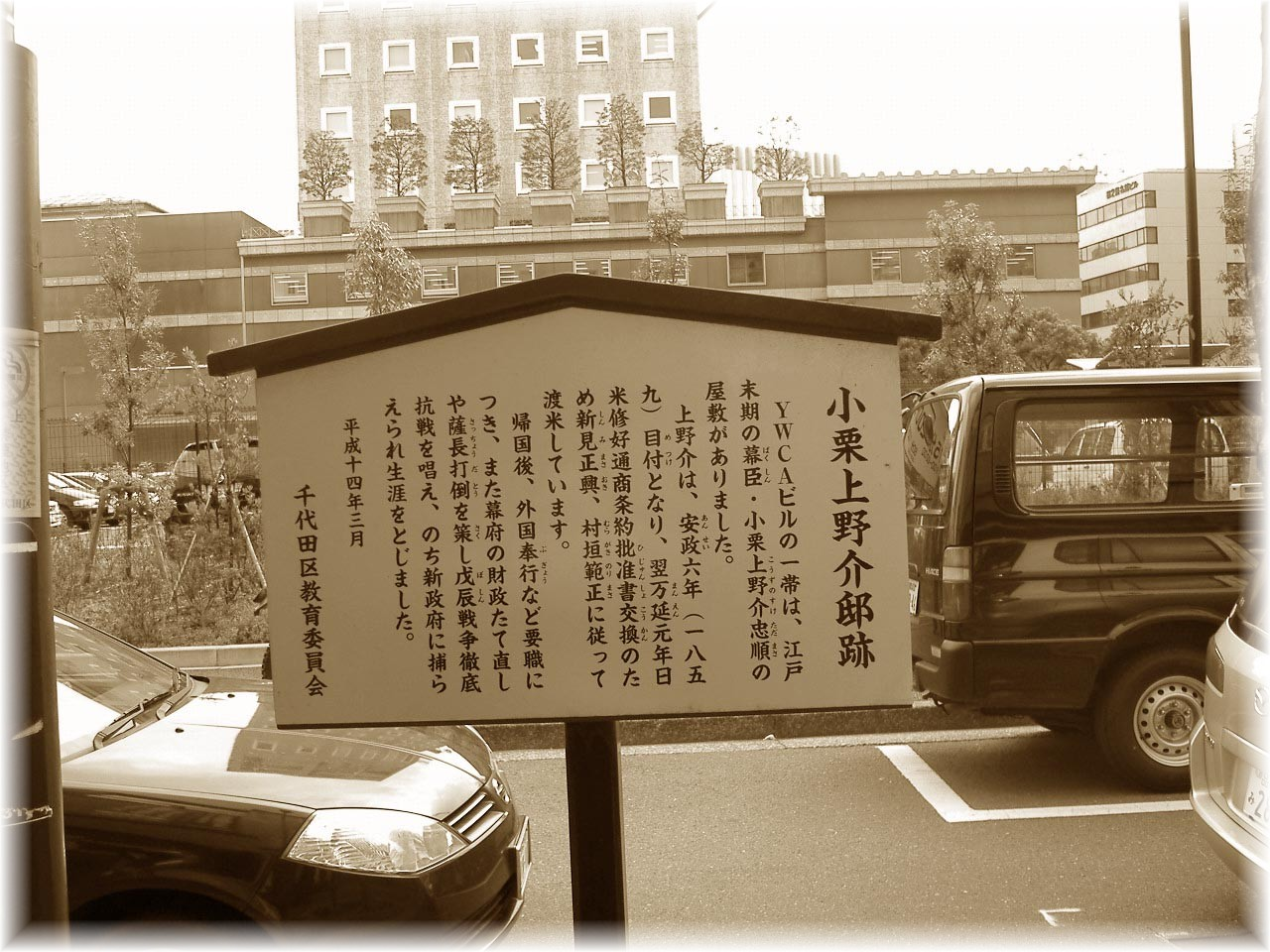
小栗上野介屋敷跡 （神田駿河台）
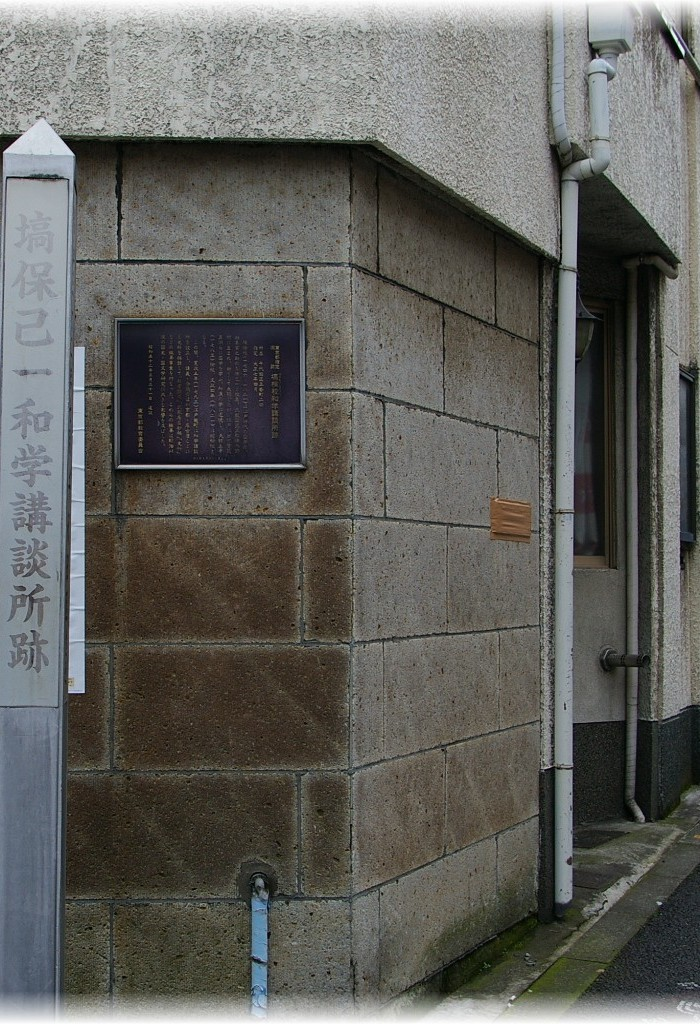
塙保己一和学講談所跡 （三番町）
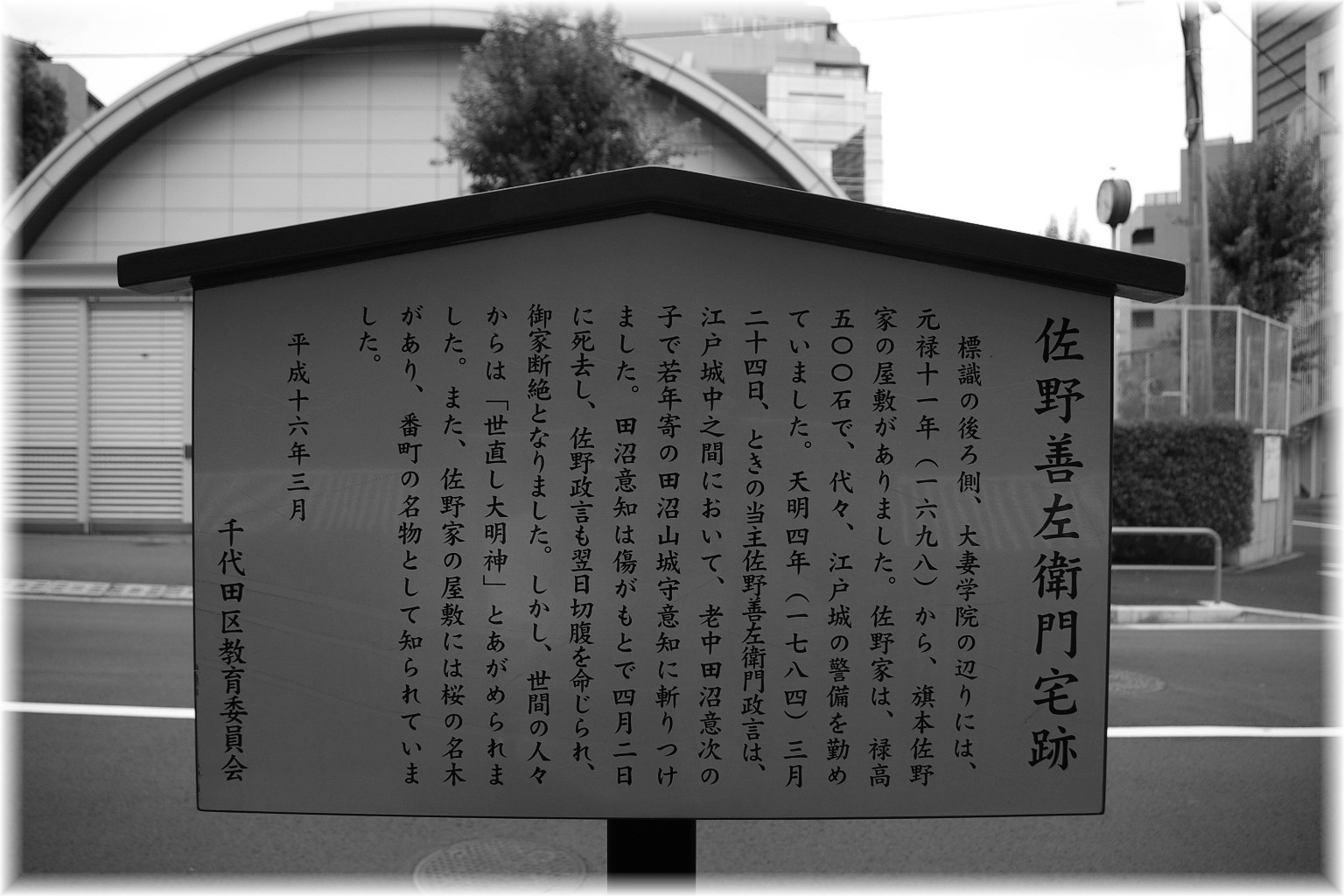
佐野善左衛門宅跡 （三番町）
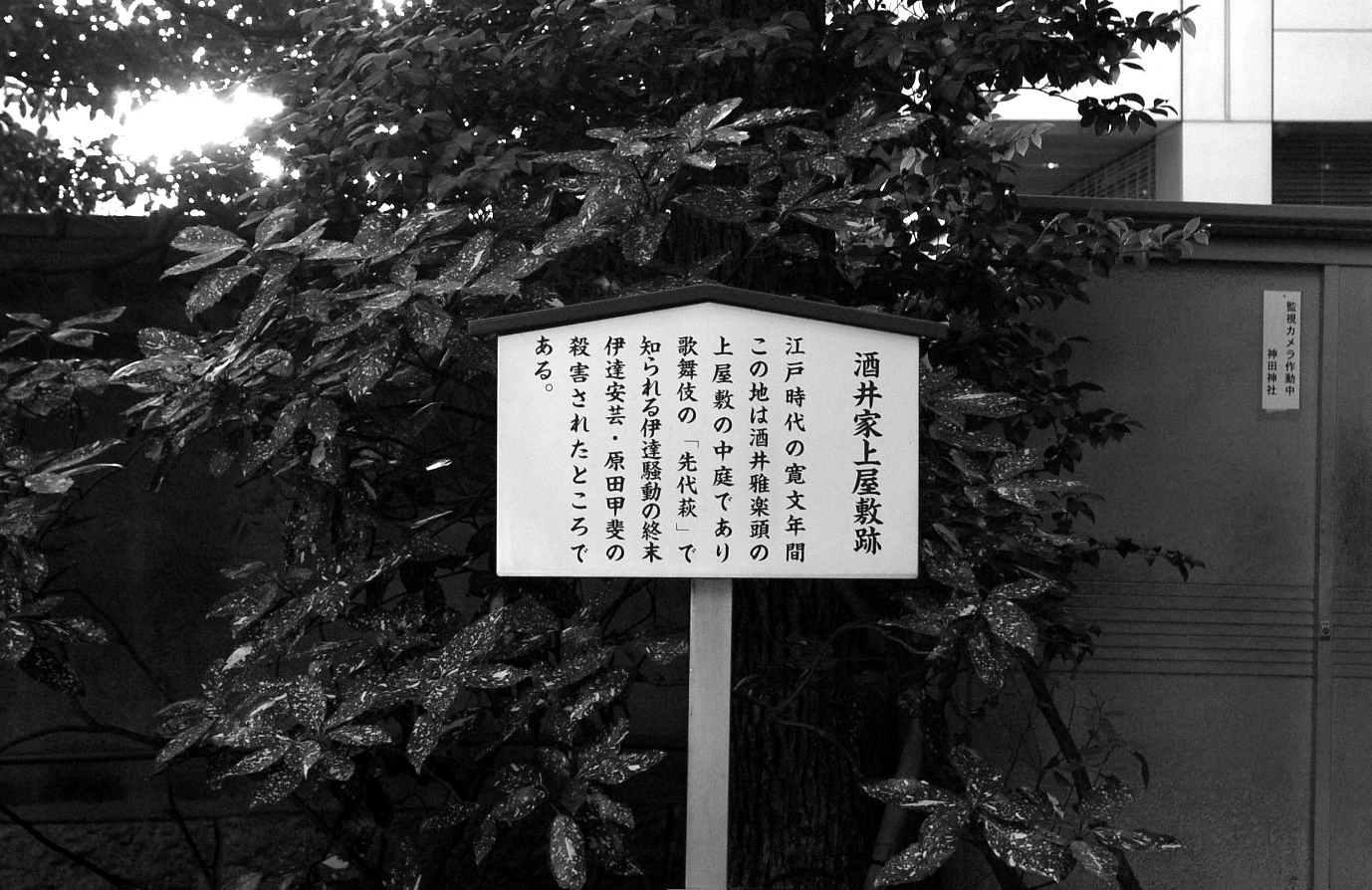
酒井家上屋敷跡 （大手町）
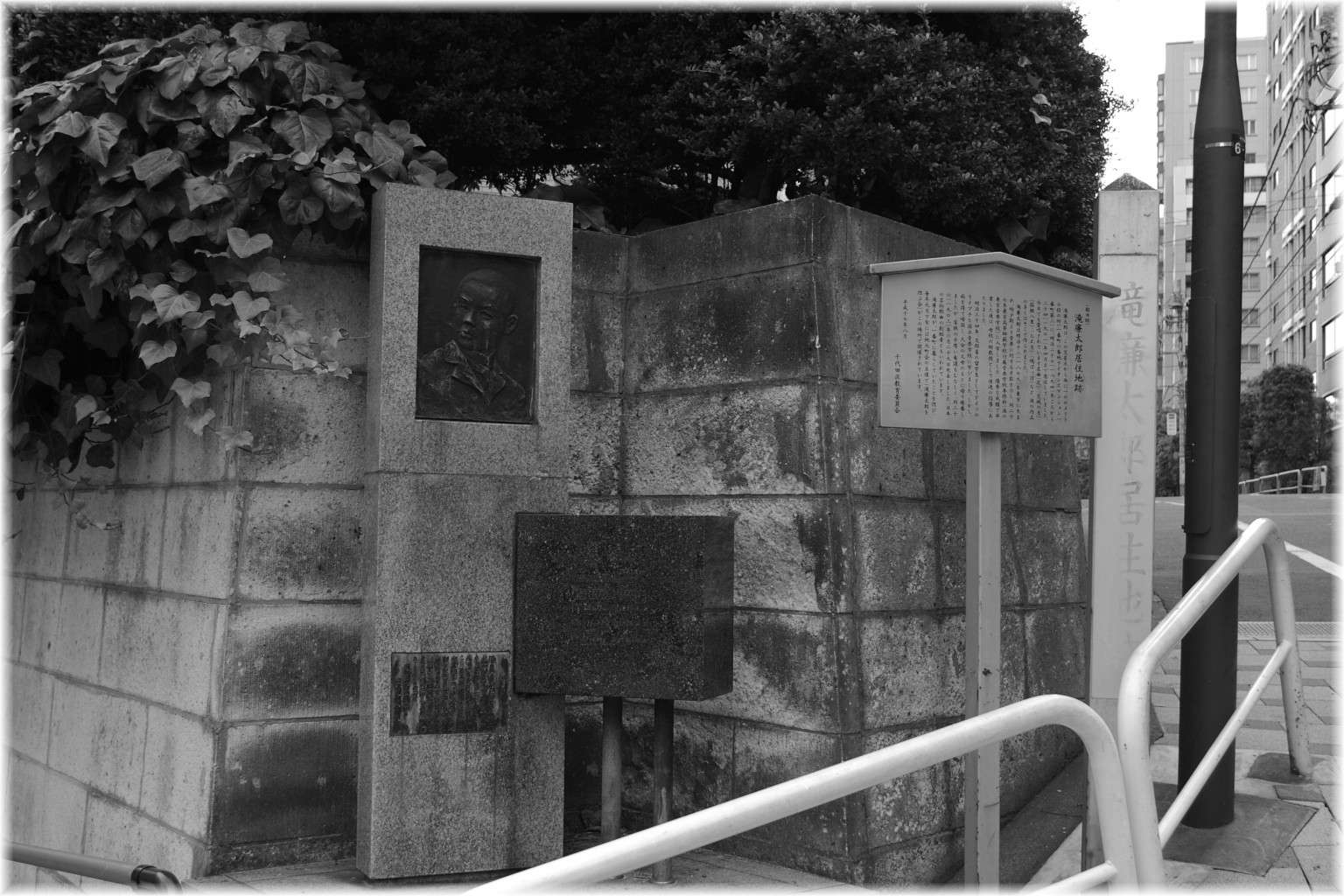
滝廉太郎居住地跡 （四番町）
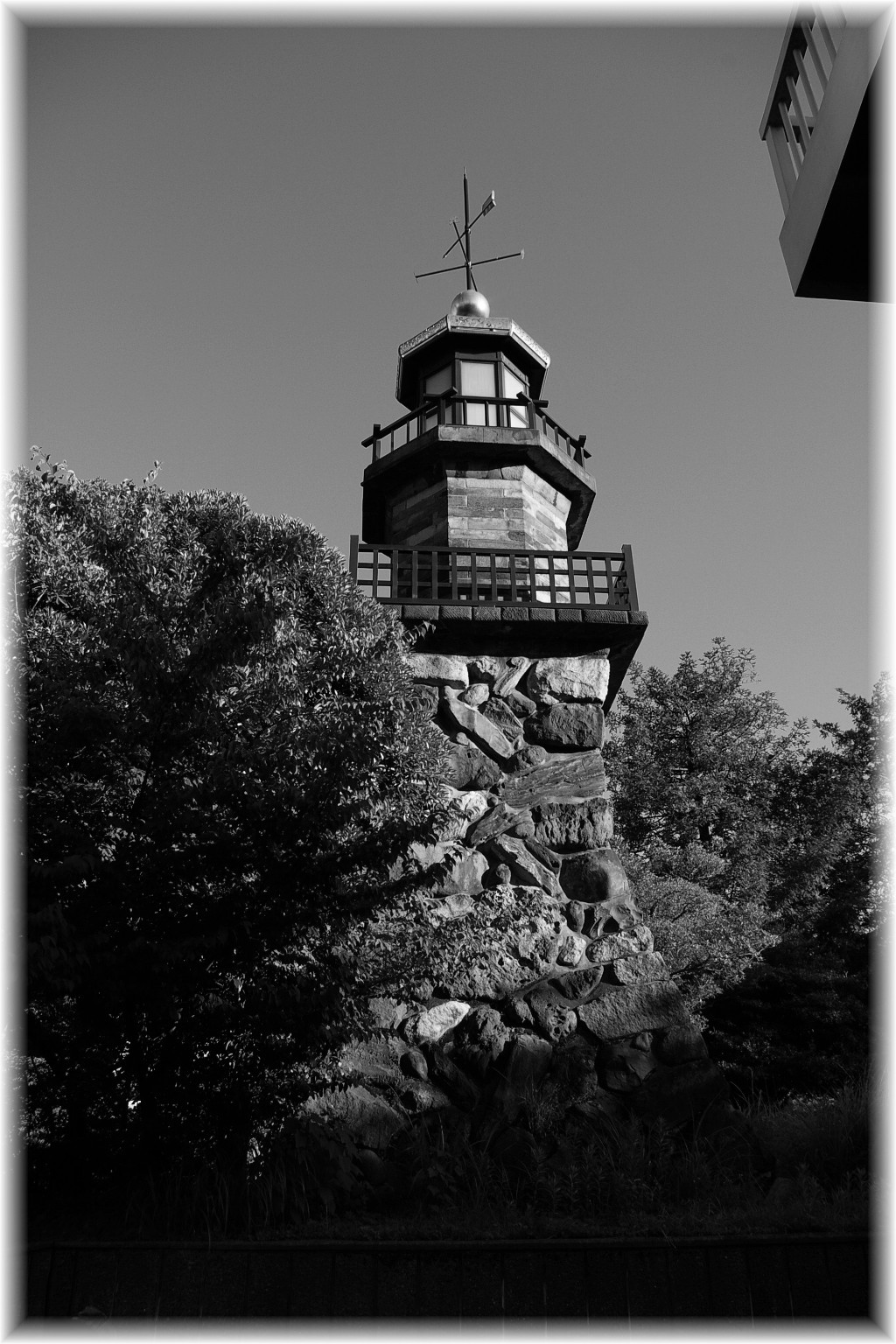
九段下灯台
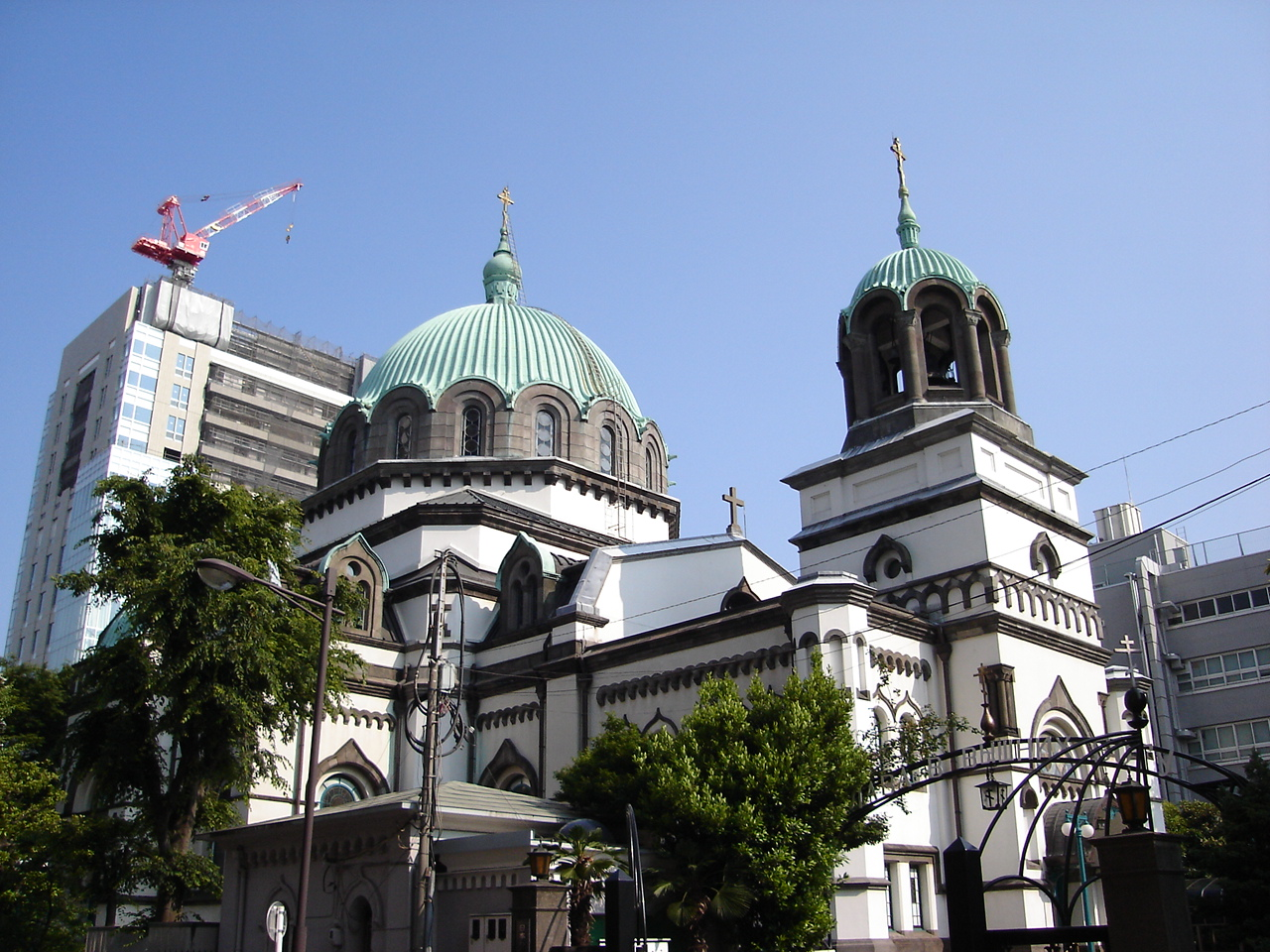
ニコライ堂（駿河台）
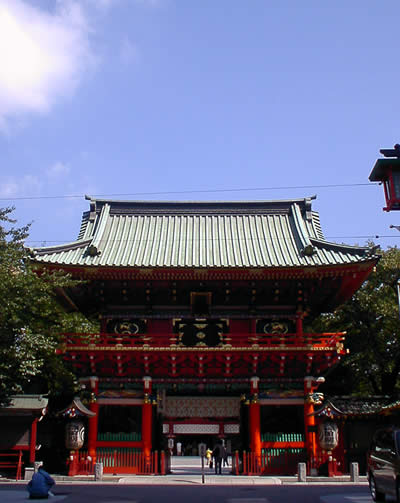
神田明神（外神田）
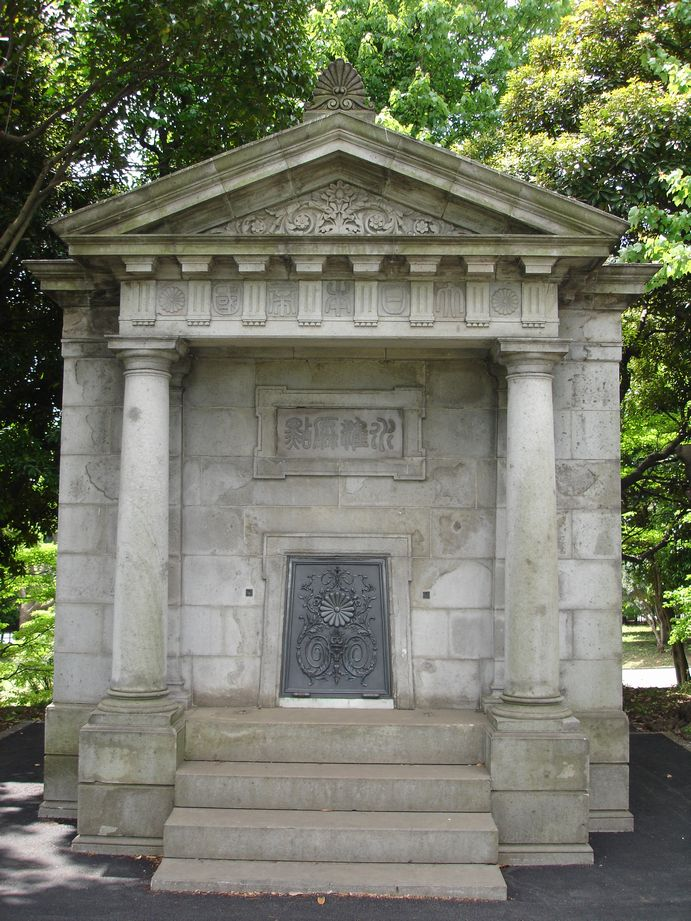
日本水準原点標庫 （永田町）

### 主な由緒ある神社・仏閣

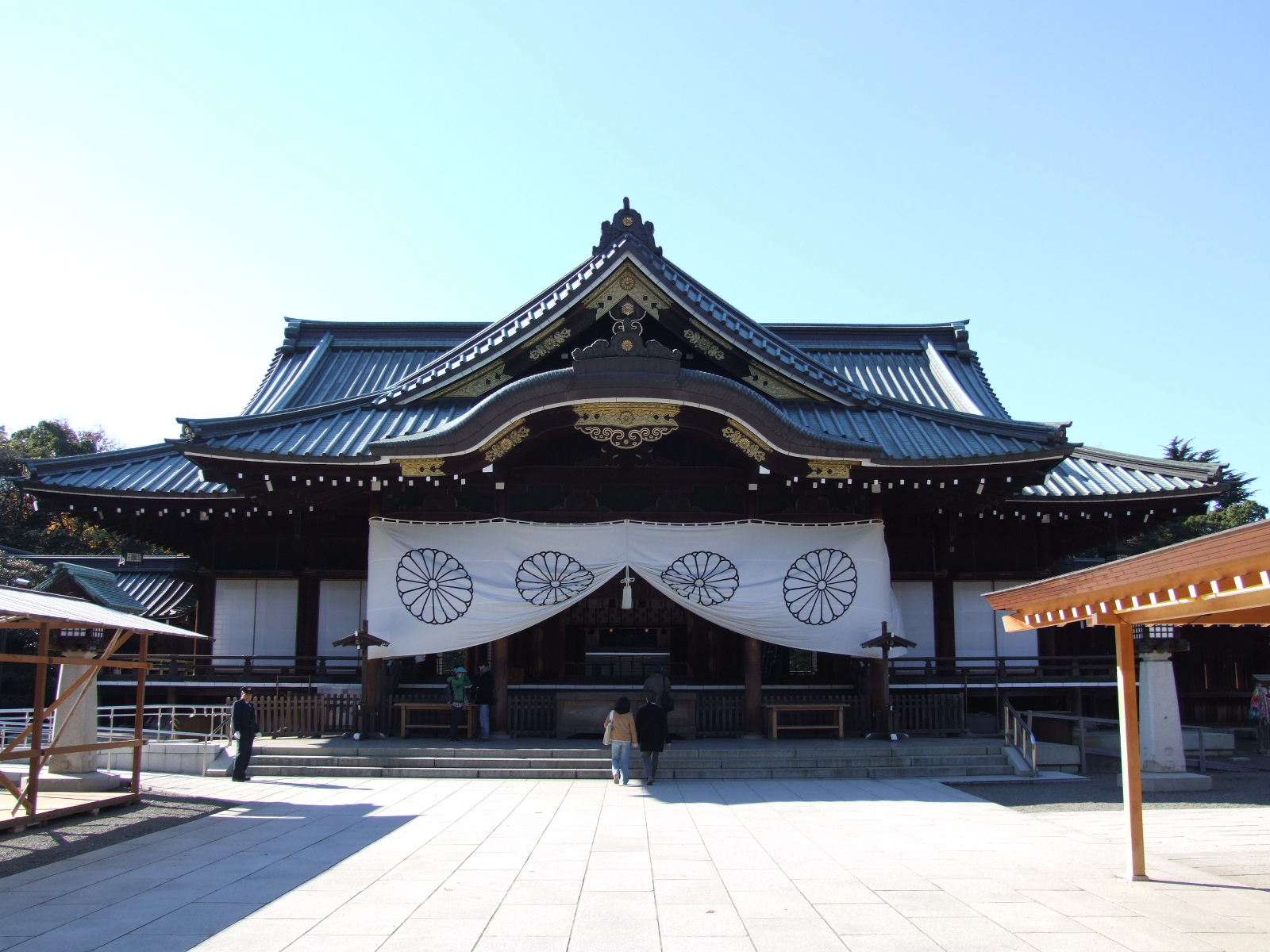
靖国神社

- 日枝神社
- 築土神社
- 神田明神
- 靖国神社
- 平河天満宮
- 東京大神宮
- 太田姫稲荷
- 三崎稲荷
- 五十稲荷
- 柳森稲荷
- 心法寺[注釈 6]

### 主な歴史的公園

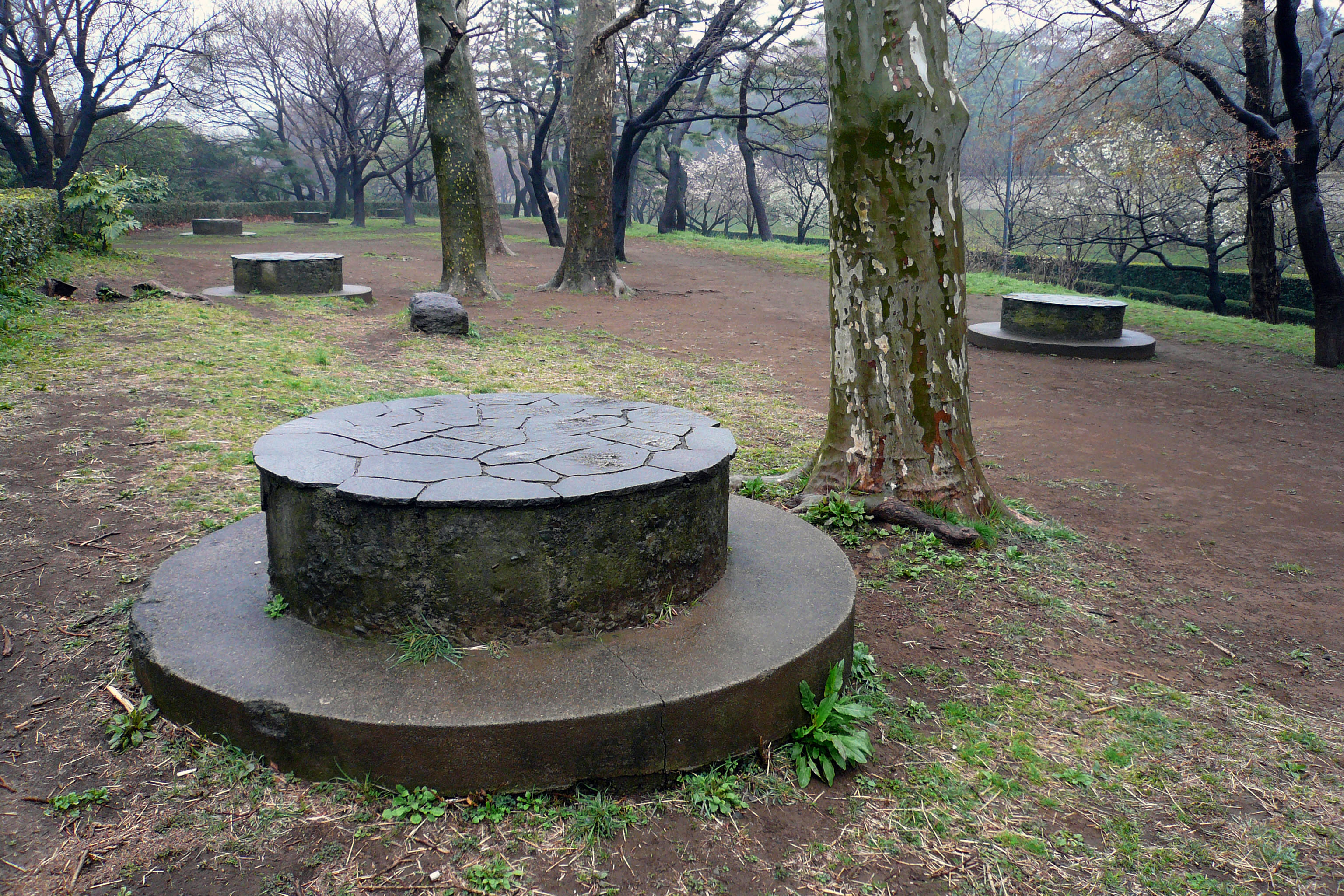
北の丸公園
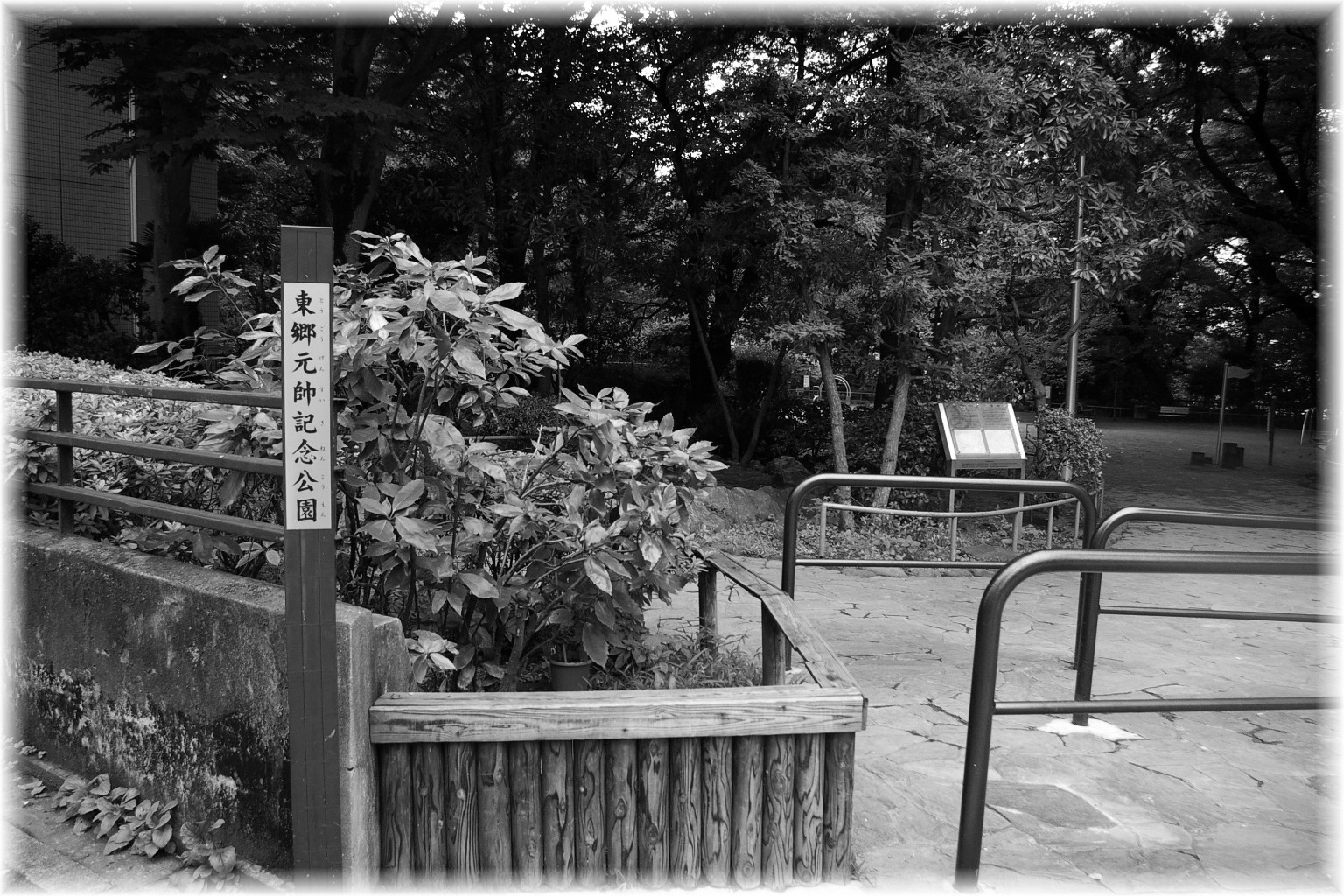
東郷元帥記念公園（三番町）
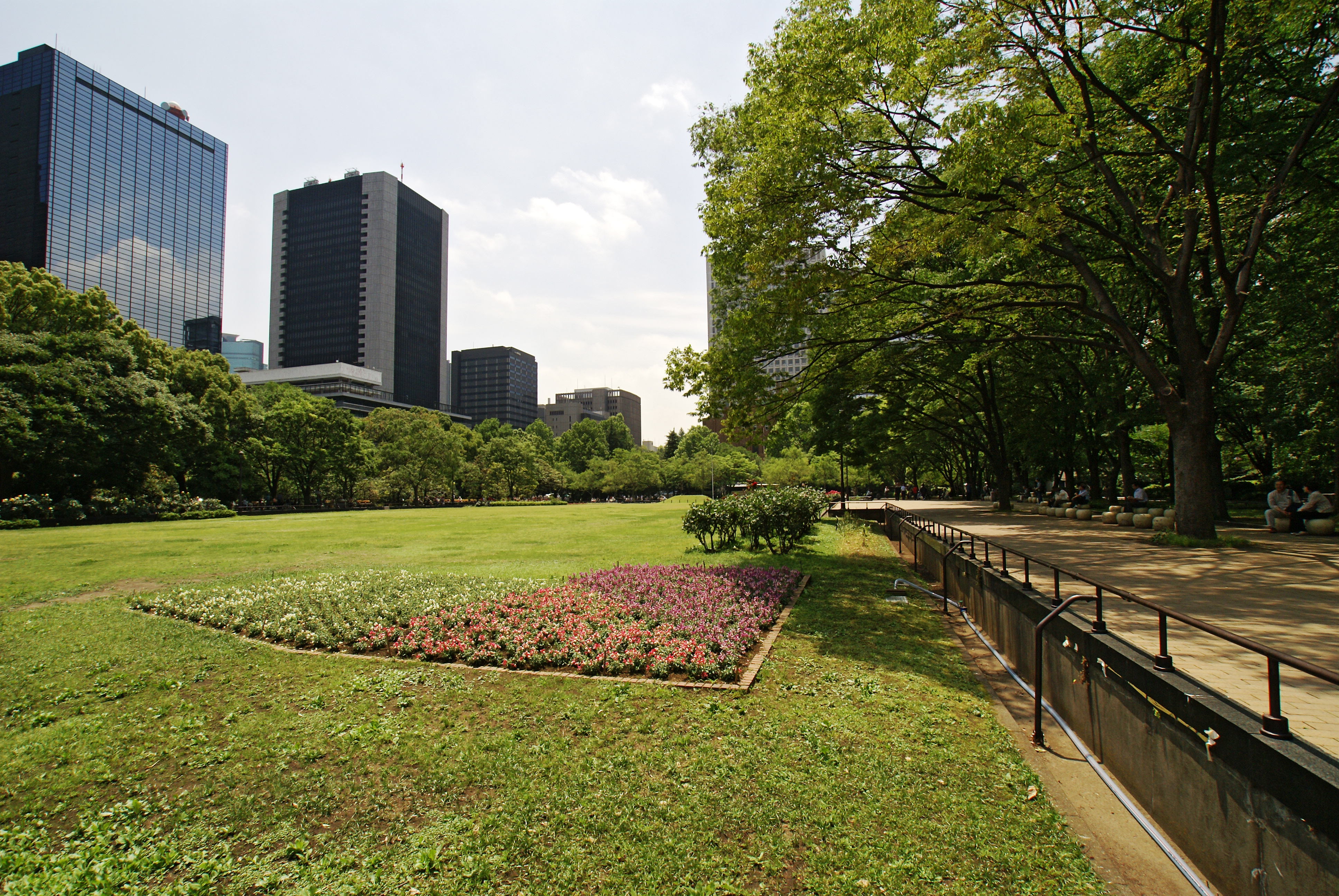
日比谷公園
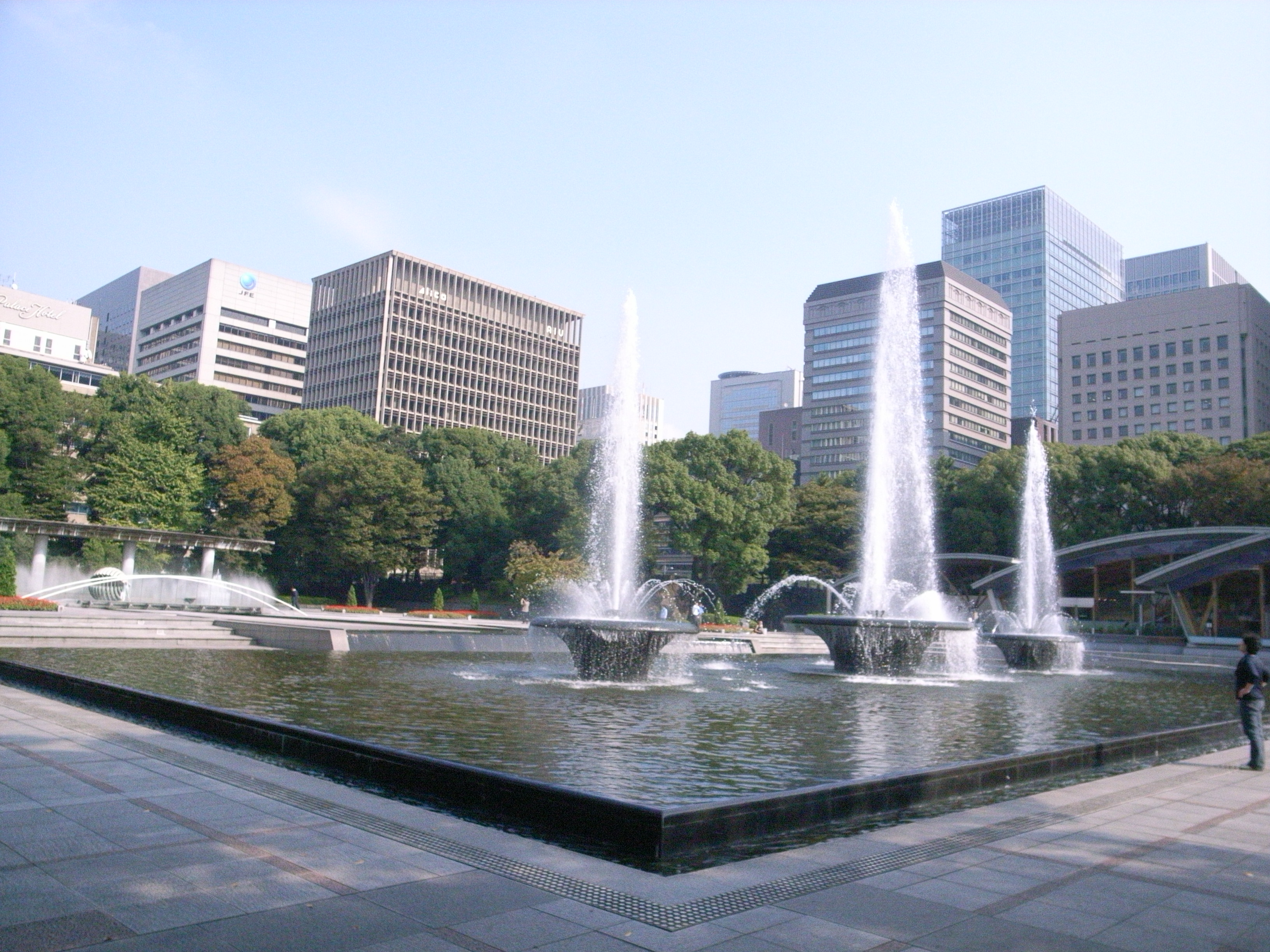
皇居外苑

## 教育

### 大学
- 国立大学
  - 一橋大学 千代田キャンパス
  - 東京科学大学 駿河台キャンパス
  - 総合研究大学院大学 千代田キャンパス
- 公立大学
  - 東京都立大学 丸の内サテライトキャンパス
- 私立大学
  - 大妻女子大学 千代田キャンパス
    - 大妻女子大学短期大学部

  - 共立女子大学 神田一ツ橋キャンパス
    - 共立女子短期大学

  - 城西大学 東京紀尾井町キャンパス
  - 上智大学 四谷キャンパス
  - 専修大学 神田キャンパス
  - デジタルハリウッド大学 駿河台キャンパス
  - 東京家政学院大学 千代田三番町キャンパス
  - 東京歯科大学 水道橋キャンパス
  - 東京理科大学 神楽坂キャンパス富士見校舎
  - 東洋大学 大手町サテライトキャンパス
  - 二松學舍大学 九段キャンパス
  - 日本大学歯学部・大学院歯学研究科・理工学部・大学院理工学研究科 駿河台校舎
  - 日本大学法学部・大学院法学研究科及び新聞学研究科・経済学部・大学院経済学研究科 三崎町校舎
  - 日本大学通信教育部 市ヶ谷校舎
  - 日本大学法科大学院 お茶の水校舎
  - 日本大学大学院グローバル・ビジネス研究科・総合社会情報研究科 日本大学会館
  - 日本大学短期大学部 事務地区
  - 日本歯科大学 東京キャンパス
  - 日本工業大学 神田キャンパス
  - 法政大学 市ヶ谷キャンパス
  - 明治大学 駿河台キャンパス
  - ビジネス・ブレークスルー大学
  - 名古屋商科大学大学院 東京丸の内キャンパス
  - 大原大学院大学
  - グロービス経営大学院大学
  - LEC東京リーガルマインド大学院大学 千代田キャンパス
  - 千葉商科大学 丸の内サテライトキャンパス
- 外国大学院の日本校
  - ボンド大学ビジネススクール日本校

### 専修学校
- 専門課程
  - 専門学校ファッションカレッジ桜丘
  - 神田外語学院
  - 学校法人大原学園
    - 大原簿記学校
    - 大原法律専門学校
- 一般課程
  - 駿台予備学校 お茶の水校

### 各種学校
- 東京中華学校 - 台湾系の中華学校。小・中・高に相当する。

### 高等学校
- 公立高等学校
  - 東京都立
    - 日比谷高等学校
    - 一橋高等学校

  - 千代田区立
    - 九段中等教育学校後期課程

- 私立
  - ウィッツ青山学園高等学校 四谷LETSキャンパス
  - 大妻中学校・高等学校
  - 大原学園美空高等学校
  - 神田女学園中学校・高等学校
  - 共立女子中学校・高等学校
  - 錦城学園高等学校
  - 暁星中学校・高等学校
  - 鹿島学園高等学校 秋葉原キャンパス・飯田橋連携キャンパス
  - クラーク記念国際高等学校 秋葉原ITキャンパス
  - 麹町学園女子中学校・高等学校
  - 白百合学園中学校・高等学校
  - 女子学院中学校・高等学校
  - 正則学園高等学校
  - 千代田国際中学校・武蔵野大学附属千代田高等学院
  - 東京家政学院中学校・高等学校
  - 東洋高等学校
  - 二松學舍大学附属高等学校
  - 雙葉中学校・高等学校
  - 三輪田学園中学校・高等学校
  - 和洋九段女子中学校・高等学校

### 中学校
- 公立
  - 千代田区立
    - 神田一橋中学校
    - 麹町中学校
    - 九段中等教育学校前期課程

- 私立
  - 高校が併設されているものは高校の項に記す。

### 小学校
- 公立
  - 千代田区立
    - 麹町小学校
    - 九段小学校
    - 番町小学校
    - 富士見小学校
    - お茶の水小学校
    - 千代田小学校
    - 昌平小学校
    - 和泉小学校

- 私立
  - 暁星小学校
  - 白百合学園小学校
  - 雙葉小学校

### 幼稚園
- 公立
  - 千代田区立（現在設置されているもの）
    - 麹町幼稚園
    - 番町幼稚園

## 住宅

### 大規模マンション
- 千代田区の超高層建築物・構築物の一覧を参照。
- ローレル永田町
- 三番町パークテラス
- パラロワイヤル六番町
- マートルコート麹町
- ビラカーサ五番町
- プラウド千代田淡路町
- 麹町三番町マンション
- シティインデックス神田
- グランドガーラ神田
- 朝日九段マンション
- アルベルゴ御茶ノ水
- 東京ロイヤルプラザ
- インペリアル御茶ノ水
- ガラステーション岩本町ノース
- ブランズ四番町
- パレステュディオ秋葉原サイバーシティ
- ザ・パークハウスグラン三番町
- ガラグランディ大手町
- 番町パークハウス
- ハイツ神田岩本町
- パークホームズ千代田淡路町
- ザ・パークハウス千代田淡路町
- ワテラスタワーレジデンス

### 住宅団地
- 神田五軒町団地（外神田 市街地住宅 賃貸42 1959年（昭和34年） 現存譲渡）
- 万世橋団地（外神田 市街地住宅 賃貸58 1960年（昭和35年））
- 西神田団地（西神田 市街地住宅 賃貸27 1962年（昭和37年） 現存 譲渡返還）
- 神田鍛冶町団地（鍛冶町 市街地住宅 賃貸17 1959年（昭和34年） 現存譲渡）
- 神田司町団地（内神田 市街地住宅 賃貸15 1959年（昭和34年） 現存内神田一丁目に改称後、譲渡）
- 四番町アパート（四番町）
- 四番町第2アパート（四番町、1998年（平成10年））
- 四番町第3アパート（四番町、1995年（平成7年））
- 飯田橋二丁目アパート（飯田橋、1987年（昭和62年））

## 作品
秋葉原が舞台の作品は『秋葉原を題材・舞台とした作品』を参照。
- 夏目漱石『こゝろ』 - 登場人物が神保町付近を徘徊する。
- 横溝正史『びっくり箱殺人事件』 - 丸の内の小劇場・梟座で起こった連続殺人事件を描いた長編推理小説。
- 横溝正史『女が見ていた』 - パンパン連続殺人事件を描いた長編推理小説。第2の殺人の舞台が日比谷。
- 杉森久英『天皇の料理番』 - 長編小説。およびそれを原作としたテレビドラマ。明治末期から昭和初期の神田が舞台。
- 『ウルトラマンタロウ』 - 防衛組織「ZAT」の本部が霞が関にある設定。
- 『Gメン'75』 - 本部オフィスが東京海上火災ビルにある設定。
- 『探偵物語』 - 主人公の探偵事務所が平河町にある設定。
- 『R.O.Dシリーズ』 - 神田神保町が主な舞台の一つとして描かれている。
- 『風が通り抜ける道・・すべての愛が存在する島』（2024年映画） -東京駅へ歩いている主演のシーン

## 著名な出身者
旧麹町区、旧神田区の出身有名人については麹町区、神田区を参照
- 第126代天皇・徳仁 - 第125代天皇・明仁の長男
- 秋篠宮文仁親王 - 明仁の二男
- 黒田清子 - 明仁の長女
- 愛知揆一 - 政治家
- 清水元 - 俳優（清水マリの父）
- 白洲正子 - 随筆家
- 花沢徳衛 - 俳優
- 五島昇 - 実業家
- 犬丸一郎 - 実業家
- 杉下茂 - 野球解説者
- 三木鶏郎 - 作詞家・作曲家・放送作家・演出家
- 木村梢 - エッセイスト
- クニエダヤスエ - テーブルコーディネーター
- 浅香光代 - 女優
- 荒木道子 - 女優
- 樹木希林 - 女優
- 楠トシエ - 歌手・女優・声優
- 越路吹雪 - 歌手・女優
- 長谷川裕見子 - 女優
- 星由里子 - 女優
- 川野一宇 - 元NHKアナウンサー
- 名古屋章 - 俳優・声優・ナレーター
- 二瓶正也 - 俳優
- 藤村有弘 - 俳優・声優・コメディアン
- 渡辺文雄 - 俳優・タレント・エッセイスト
- 景山民夫 - 作家
- 麻実れい - 女優
- 梓英子 - 女優
- 梶芽衣子 - 女優
- 高樹蓉子 - 女優
- 日高のり子 - 声優
- 緒方恵美 - 声優
- 三宅裕司 - 俳優・タレント
- 柳家小袁治 - 落語家
- 吉田博彦 - ゲームクリエイター・実業家
- 秋山具義 - アートディレクター
- 都築響一 - 編集者・写真家
- 大石静 - 脚本家
- 柳沼行 - 漫画家
- 今村洋子 - 漫画家
- 国定勇人 - 衆議院議員
- 石山曻之助 - 大相撲力士
- 信山信幸 - 大相撲力士
- 佐藤直子 - テニス選手
- ベイカー茉秋 - 柔道選手
- 古川奈穂 - 中央競馬騎手
- 山中真 - 毎日放送アナウンサー
- 山下美穂子 - フリーアナウンサー
- 山口慧 - フリーアナウンサー
- 近藤美矩 - アナウンサー
- 加藤公一 - 政治家
- 丸尾崇真 - ラグビー選手
- 西寺郷太 - ミュージシャン、音楽プロデューサー（ノーナ・リーヴスメインボーカル）
- 菊池武夫 -  ファッションデザイナー、タケオキクチ創始者
- ハヤカワ五味 - ファッションデザイナー、実業家
- 椎木里佳 - 実業家
- 町山智浩 - 編集者、映画評論家
- 町山広美 - 放送作家、コラムニスト
- 冴島奈緒 - 歌手、女優
- 佐宗邦皇 - 著述家
- 阿部謹也 - 西洋史学者
- 石破茂 - 衆議院議員
- 尾身朝子 - 衆議院議員
- 尾身智志 - お笑い芸人（ラパルフェのボケ担当）
- 小宮輝之 - 恩賜上野動物園第13代園長、動物学者
- 宮城聰 - 演出家
- Jinmenusagi - ラッパー

ゆかりのある人物
- 役所広司 - 俳優、千代田区役所に勤務していた。芸名の由来もこれによる。
- 浅田好未 - 実業家・タレント、神奈川県鎌倉市育ち
- 佐野元春 - ミュージシャン、出身は台東区となっている。
- 辛酸なめ子 - 漫画家・コラムニスト、埼玉県さいたま市浦和区育ち
- 杉浦定雄 - 建築家、教育者